# 京阪特急
京阪特急（けいはんとっきゅう）は、京阪電気鉄道の京阪本線・鴨東線で運行されている特急列車の通称である。

## 概要
「京阪特急」という名称は本来、列車種別の1つである「特急」に加えて派生種別である「快速特急」・「K特急」（現在は廃止）、および、これらの種別で主に運用される特急専用車両を指す。
本項では京阪特急の歴史に加え、事実上その前身となったかつての「急行」および「最急行」や全車指定席列車の「ライナー」、さらには、特急を補完する種別である「快速急行」・「通勤快急」についても記述する。

## 歴史

### 前身
- 1914年（大正3年）5月15日：日本の大手私鉄において「史上初の追加料金不要の速達電車」として急行を運転開始した。
  - 京阪本線（以下、本線）は1910年に開業し、天満橋駅と五条駅（現：清水五条駅）の間を当初1時間40分で結んだ。その所要時間は開業後徐々に短縮され、1912年には1時間20分となった。
  - その後、京阪の役員の中に、さらなる速達を求めてノンストップの列車を運行する考えが生まれた。これに対しては反対意見もあったが、とりあえず終電後に1本増発する形となった。
  - 当時は信号が全くなく、安全を見込んで終電後に相当運転間隔を取り、京都と大阪をそれぞれ午前0時30分に出発し（現在の本線の京阪間直通最終列車発車時刻よりも遅い[注 2]）、1時間で走破する列車として設定された。
- 1915年（大正4年）
  - 4月1日：急行が朝夕4往復に増発。本線では日本初の三位式三現示自動閉塞信号機を採用しており、それが威力を見せることになった。
  - 10月27日：起点駅が三条駅に変更される。
    - 運転区間延長にもかかわらず1時間運転をそのまま維持した。同年12月には四条駅（現：祇園四条駅）に停車する急行も2本設定した。
- 1916年（大正5年）
  - 4月1日：従来の急行を最急行と改称し、新たに枚方東口駅（現：枚方市駅）、八幡駅（現：石清水八幡宮駅）、中書島駅、伏見桃山駅、稲荷駅（現：伏見稲荷駅）、七条駅、五条駅と主要駅に停車する列車（現在の特急に相当）を急行として設定。天満橋駅 - 三条駅間を70分で結び、24分間隔で運転した。
  - 8月1日：最急行を廃止。主要駅停車の急行を増発し、7時から21時までの時間帯に20分間隔で運転することとなった。

### 「びわこ号」運転開始
- 1934年（昭和9年）：日本初の連接車である60型による京津線直通の特急「びわこ号」が運転開始。天満橋駅 - 浜大津駅（現：びわ湖浜大津駅）間を、現代の水準から見ても驚異的な72分という速さで結ぶ。

### 京阪特急運転開始
- 1950年（昭和25年）7月1日：この日のダイヤ改正で1000型・1100型運用による、京橋駅 - 七条駅間ノンストップ運転で四条駅にも停車する、本線単体としては初の特急列車が設定され、9月1日[1]より朝下り・夕方上りの2往復を運転開始。特急料金を不要としたのは、将来を睨みつつ京阪間において1時間あたり3往復以上の高頻度運転を行い、かつ急行・普通とを組み合わせて効率よいダイヤを組むことを計画していたためである。
  - 太平洋戦争時の大阪大空襲の影響により当時、京阪間の移動需要が急増。まずは通勤特急の形態で、予定よりも前倒しして特急を運転開始する。
- 1951年（昭和26年）：運転時間の日中への拡大（日中は1時間毎）にあたり、マンダリンオレンジとカーマインレッドのツートンカラー「京阪特急色」をまとった、京阪初の特急専用車である1700系が登場。
- 1952年（昭和27年）
  - 特急の増発（日中30分毎、他の時間帯は20分毎）に伴い、1700系の増結用として1300系3両を特急運用に投入、塗装を京阪特急色に変更（座席はロングシートのまま）。
  - 7月17日より公募で選ばれたデザインをベースとする特急のヘッドマーク（鳩マーク）が従来の円形のものに代わって使用される。

### テレビカー登場
- 1953年（昭和28年）：日本初のカルダン駆動方式を採用した1800系（初代）が登場。この系列より一部の車両に登場間もないテレビを設置し、テレビカーと称される。日中も20分毎の運行に増発。1951年から1953年にかけて、最終特急を天満橋・三条両駅発とも20時発から22時発に延長。
- 1956年（昭和31年）：1800系（初代）の改良型である1810系が登場。
  - これに伴って1700系は順次一般車へ格下げ改造され、また1300系も特急運用から離脱したため、これ以降は定期列車の京阪特急は原則として特急車による運行となる。最終特急を1時間繰り下げ、運行時間帯を天満橋駅発7:00 - 23:00、三条駅発6:50 - 23:00とする。
- 1958年（昭和33年）：テーマソング『京阪特急』が制作される。
- 1963年（昭和38年）
  - 2月：4月の天満橋駅 - 淀屋橋駅間延伸開業に伴う増備と1700系と1800系の置き換えを兼ねて1900系が登場。1810系は2両を除き1900系に編入され、1700系と1800系は順次一般車へ格下げ改造される。
  - 4月16日：同区間を延伸開業。運行時間帯を淀屋橋駅発、三条駅発とも6:40 - 0:00に拡大[注 3]。
- 1967年（昭和42年）：特急が6両編成化される（夜間閑散時の3両編成運用を除く）。この頃、最終特急を双方23:50発に繰り上げ。
- 1969年（昭和44年）：翌年の日本万国博覧会開催に備えて特急の側面に掲出する種別板が英語表記入りとなる[注 4]。

### 特急車の冷房化から鴨東線開業まで
- 1971年（昭和46年）：守口付近の複々線化工事の進捗、樟葉駅の移転改良工事、新門真駅（現：門真市駅）の完成による運転間隔の15分ヘッドへの変更に伴い、冷房装置およびカラーテレビを搭載した3000系（初代）が登場。特急増発の一方で、三条駅発の時刻は毎時7、22、37、52分ときりの良い時刻でなくなり、最終特急が淀屋橋・三条発とも23:30に繰り上げられた。3000系特急への乗客集中や、阪急2800系電車の冷房化、国鉄の新快速登場もあって、特急は3000系への統一が決定、1900系は順次一般車へ格下げ改造される。
- 1973年（昭和48年）：全ての特急が3000系となり、特急車の予備編成も1本から2本に増えた[注 5]。一方で1900系は定期特急運用を完全に失った。
- 1975年（昭和50年）：この頃、最終特急が30分繰り上げられ、淀屋橋・三条発とも23:00となった。
- 1987年（昭和62年）6月1日：七条駅 - 三条駅間地下化工事完成（同年5月24日）に伴うダイヤ改正で、夜間の3両編成（分割）運用を取りやめ、6 - 7両編成での運転となる。
- 1989年（平成元年）9月27日：鴨東線開業に伴うダイヤ改正で、運用増加分の補充と3000系の7両編成への統一のために8000系が登場。淀屋橋駅23:20発の最終特急を増発。
  - 当初8000系は7両1編成と3000系6両編成への増結中間車が投入されたが、8000系への反響が大きかったことや、鴨東線開業による乗客増が予想以上であったために3000系の置き換えへと至り、同系列は大半がそのまま廃車となり、先頭車は富山地方鉄道や大井川鉄道（現：大井川鐵道）に譲渡される。その後の時代情勢の変化や寝屋川市駅高架化工事による運用増加に合わせて同系列は7両1編成と2両の予備車が残存することになった。

### ダブルデッカー登場と停車駅増加
- 1993年（平成5年）1月30日：この日のダイヤ改正で平日朝の淀屋橋行きが中書島駅に追加停車[2]。京橋駅 - 七条駅間ノンストップ運転の原則が初めて破られた。
  - JR奈良線の六地蔵駅が前年10月22日に開業した事を意識した施策であった[注 6]。
- 1995年（平成7年）3月1日：3000系（初代）の車体更新工事を実施。そのうちの1両がダブルデッカー（2階建車両）に改造される。平屋車両の2階建て化改造は日本初。同年12月25日より営業運転に復帰[3]。
- 1997年（平成9年）
  - 3月22日：この日のダイヤ改正でJR東西線の開業による利用客の転移を抑えつつ、京阪・JR共に利用可能なエリアの拡大による利用増加に対処するため、平日朝の淀屋橋行きが枚方市駅に追加停車[4]。特急と急行・準急の混雑率平準化による輸送力増強実施に伴い、3扉セミクロスシート8両編成の9000系が投入され集中的に充当[4]、41年ぶりに特急車以外の定期運用が設定される。
  - 9月11日：旅客誘致と輸送力増強を兼ねて、8000系にダブルデッカーを新造のうえ増結、8両編成化を開始。
- 1998年（平成10年）4月28日：この日までに8000系へのダブルデッカー連結と3000系の予備車を活用して定期列車の特急が全て8両編成となる[注 7]。
- 2000年（平成12年）7月1日：この日のダイヤ改正で中書島駅と丹波橋駅が終日停車駅となる。
  - 平日朝の淀屋橋行き1本に、特急が原則3000系で統一されて以来、定期列車では初めてオールロングシート車両（2200系[注 8]・6000系・7200系[注 9]）の運用を開始する[注 10]。
  - JR京都駅ビルでの買い物利用の定着を意識した四条河原町への誘客と、主にこれまでは急行で長時間乗車となっていた、京阪とJR奈良線が並行するエリアから大阪方面への（京阪宇治線乗り換え客を含む）さらなる利用増加を狙ったものである。昼間時間帯と夕方ラッシュ時においては丹波橋駅で急行を追い抜くダイヤとなる。これにより、特急停車駅 - 急行以下（あるいは普通のみ）停車駅の到達時間が短縮される。
- 2002年（平成14年）10月1日：この日から平日朝ラッシュ時間帯の特急の京都寄り先頭車を三条駅 - 天満橋駅間で女性専用車両とする[注 11]。

#### 過去のダイヤ上での特記事項
- 1957年から1974年まで、京阪京津線にも臨時特急が運転されていた。夏季湖水浴シーズンは途中、京阪山科駅のみ停車、冬季温泉シーズンは途中ノンストップであった。車両は大津線1型、200型や60型、260型[注 12]のほか、時には各駅停車用の80型も2両編成で充当されていた[注 13]。側面には当時の本線特急同様「特急」種別板が、前面には「びわこ連絡」標識、もしくは丸型の「特急」標識板が掲出されていた。
- 1958年3月9日、天満橋8時20分発「びわこ島めぐり船連絡特急びわこ号」において、京阪特急初となる座席指定を開始した[5]。編成中、後部1 - 2両の「島めぐり専用車」への乗車に必要な、駅購入の乗船券に付属する着席整理券を座席指定券に変更した[注 14]。指定席需要が2両を超える場合、2分前に運転の臨時特急（天満橋駅 - 三条駅間ノンストップ[注 15]）のうち3両 - 全車（最大7両）を「島めぐり専用（指定席）車」とした[注 16]。三条駅で京津線の臨時特急に連絡[注 17]する場合があったが、座席指定車は京阪本線のみの設定であった。1974年1月20日からは着席整理券扱いに戻し、1975年8月24日を最後に専用車の設定を終了した。
- 淀屋橋地下延長線開通前（1963年）までの正月ダイヤでは特急を全便運休とし、急行・臨時急行が頻発された。特急車は急行に運用していた[6]。

### 京阪特急増発、K特急・支線直通の設定

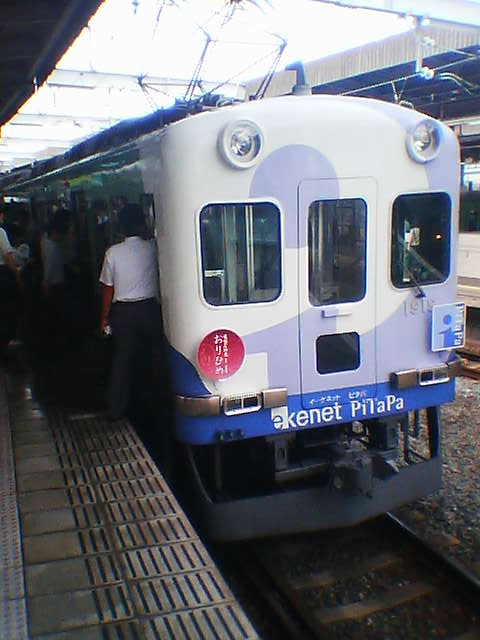
1900系 e-kenet PiTaPa TrainによるK特急「おりひめ」(2004年9月6日 枚方市駅）

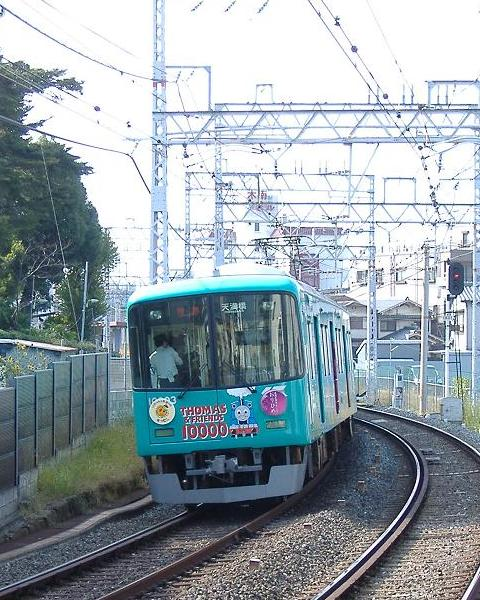
臨時K特急（2006年10月22日 枚方市駅 - 枚方公園駅間）

- 2003年（平成15年）9月6日：この日のダイヤ改正で従来の特急停車駅の列車を「K特急」に名称変更し（平日朝・夕方・夜間のみ運転）[注 18]、特急は新たに枚方市駅と樟葉駅が終日停車駅となる。淀屋橋駅 - 三条駅間の所要時分は1989年10月の最速44分から51分に延びる[注 19]。
  - 京阪間ノンストップ特急と共に働いてきた世代の退職開始や、並行路線の充実・複線化・延伸・開業の影響による利用状況の変化を踏まえて、まず昼間時間帯を中心に、特急と急行を統合した輸送体系へと移行する。次回以降のダイヤ変更では、K特急の運転される時間帯へも及ぶこととなる。
  - 昼間時（土休日は夕方まで）の特急が15分ヘッドから10分ヘッドとなる[注 20]。当該時間帯は急行の運転がなくなり、3本に1本の特急が9000系での運用となったほか[注 21]、平日ラッシュ時を中心に6000系などのロングシート車運用も増加した。
  - 京阪交野線からの通勤客増加により、京阪本線との直通運転が実現。平日朝に私市駅発淀屋橋行きK特急として設定される[注 22]。愛称が一般公募され、交野地区の「七夕伝説」にちなんで「おりひめ」と命名、ヘッドマークも製作される[7]。
  - 女性専用車両の設定が、「おりひめ」を除く平日朝ラッシュ時のK特急で全区間に拡大される。
- 2005年（平成17年）：特急用車両および6000系以降の車両にも弱冷房車を設定。
- 2006年（平成18年）
  - 4月16日：この日のダイヤ改正で主に平日朝7 - 11時の時間帯においてロングシート車両の運用が増加（下りK特急3本・特急5本、上りK特急・特急各1本の合計10本にロングシート車を充当）。平日の特急運転時間を前後30分程度拡大する。この時K特急から置き換わった一部の特急にも女性専用車両が設定される。「おりひめ」は、朝ラッシュ時の発車時刻が2列車とも約20分早められた。
  - 10月22日：鉄道の日記念トーマストレイン（10000系）による臨時運転。「おりひめ」および鉄道の日マスコットキャラクター「テッピー」のヘッドマークが付いたが、幕は特急表示であった（私市9:33→天満橋10:14、休日初運行）。
- 2007年（平成19年）1月21日：宇治線で10000系（きかんしゃトーマス号）による本線への臨時特急を運行。宇治線での特急列車の走行は（臨時ではあるが）初となる。同線内では各駅に停車していた。
  - 7月：テレビカーの地上デジタル放送対応工事を完了、受像装置を32型液晶モニタに換装する。
- 2008年（平成20年）
  - 6月27日：新型車両3000系 (2代)のデビューに備え、3000系（初代）が8000系30番台に編入される。
  - 6月30日：エレガント・レッドとエレガント・イエローのツートンカラー[注 23]にエレガント・ゴールドの帯をあしらった、8000系の新塗装車両が運転を開始する（これに合わせて座席モケット、自動案内装置、戸締め予告ブザーなどを更新）[8]。8000系0番台車は2011年3月までにすべての車両が新塗装となる。30番台車も新塗装化の予定であったが実現しなかった。
  - 10月17日：中之島線開業に伴うダイヤ改正でK特急が運用を終了するのに伴い、8000系30番台車に「K特急」のヘッドマークを装着して運転。

#### 「おりひめ」の特記事項
以下はK特急当時の「おりひめ」の特記事項である。
- 2003年（平成15年）9月8日：一番列車（1919-1920編成・特急色）。
- 2004年（平成16年）
  - 3月12日：1900系復活特急塗装（1919-1920編成）さよならイベント（定期列車の運用変更）。
  - 7月7日：七夕イベント（1919-1920編成・一般色、私市19:10→天満橋19:47、「おりひめ」として初めての臨時運行）。
  - 9月6日：前日の地震による運用変更・鳩マーク掲出なし（1919-1920編成・PiTaPaラッピング）。
- 2005年（平成17年）
  - 7月7日：七夕イベント（1917-1918編成、2004年と同じダイヤ、「おりひめ」2度目の臨時運行）。同時に新ヘッドマークの発表。
  - 7月8日：ヘッドマークのデザインを変更。
- 2006年（平成18年）
  - 1月4日：車両故障による交野線内での運用差し替えにより、10000系（10001編成・PiTaPaラッピング）がK特急「おりひめ」の1本に充当（4両編成のK特急は初）。
  - 4月17日：前日付ダイヤ改定の祝賀列車 （1917-1918編成）。
  - 5月18日：1917-1918編成勇退記念（定期列車の運用変更）。
  - 7月7日：七夕イベント（1929-1930編成・特急色、「おりひめ」3度目の臨時運行）。
  - 7月26日：突発的に1900系充当・鳩マーク掲出なし（1919-1920編成・一般色、50周年記念副標識取り付け）。
- 2007年（平成19年）
  - 1月21日：トーマストレイン10000系（10003編成）最終運転日の臨時運転。「おりひめ」およびトーマストレイン引退記念「ありがとう」のヘッドマークが付いたが、幕は特急表示であった（私市11:07→天満橋11:44・休日2度目の運行）。
  - 7月9日：2度目のヘッドマークデザイン変更（新ヘッドマークは前々日の七夕伝説イベントで披露）。
- 2008年（平成20年）
  - 7月7日：七夕イベント（1919-1920編成、定期列車の運用変更）。
  - 10月17日：K特急としての運用終了（1919-1920・1929-1930両編成とも、中之島線開業に伴う1900系の営業列車からの引退イベントも兼ね、定期列車の運用変更の形で、同日の「おりひめ」に充当）。

### 中之島線開業から京橋 - 七条間ノンストップ列車の復活

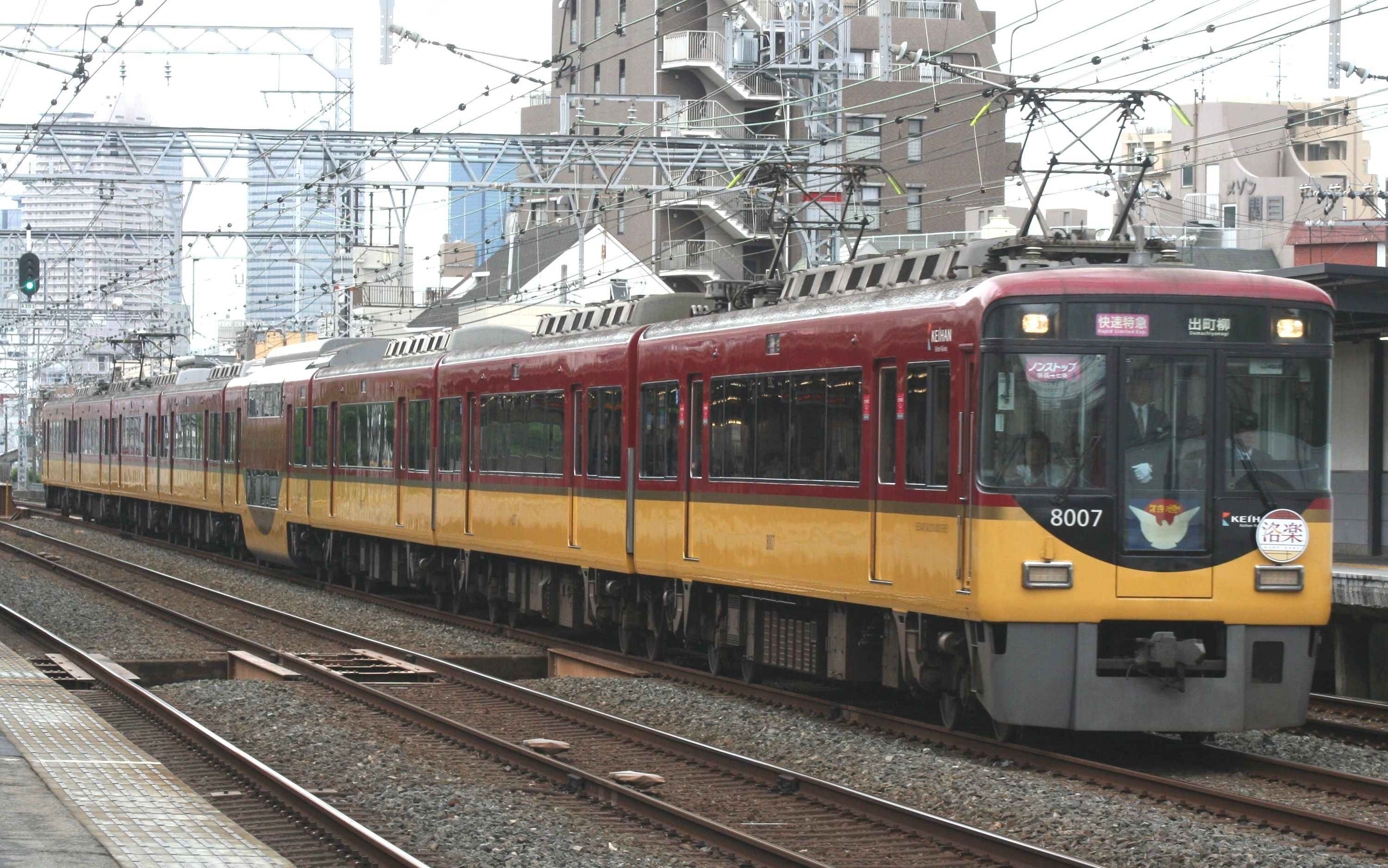
ノンストップ京阪特急「洛楽」（2012年5月4日 関目駅）

- 2008年（平成20年）10月19日：中之島線開業に合わせたダイヤ改正。
  - 昼間時に中之島駅発着の快速急行が毎時2本設定され、新型車両3000系 (2代)で運転される。平日朝ラッシュ時下りに通勤快急を運転開始する。
  - K特急が快速特急に改称され、平日夕方・夜間上りのみの運転に縮小される。特急（枚方市・樟葉駅停車）の終日運転が平日ダイヤにおいても実現し、定期列車の特急で初となる枚方市行き・樟葉行き[注 24]や、19年ぶりとなる三条行き特急が設定され、下り初発特急を出町柳6:10発とする。
    - 枚方市駅以北で、特急4本・快速急行2本を合わせて10分ヘッドでの運転とし、淀屋橋駅 - 枚方市駅間運転の特急[注 25]が快速急行に連絡[注 26]する形で、特急10分ヘッド相当を維持する[注 27]。これにより、昼間時[注 28]に運転される出町柳発着の特急・快速急行はすべて転換クロスシートを備えた車両で運転される。
    - 土曜・休日ダイヤの全線通しの特急は上り早朝1本・深夜2本を除く全便[注 29]が8000系での運転となる反面、平日ラッシュ時には混雑時対策による一般車特急の大幅増便[注 30]による対応と、夕方上りの8000系快速特急による遠距離通勤客に対する着席サービスの確保といった、曜日や時間帯に応じた臨機応変なサービスの提供が実施される。

  - K特急「おりひめ」は通勤快急に、準急「ひこぼし」は快速急行に種別が変更[注 31]され、新ダイヤ平日初日の10月20日から中之島線に乗り入れるようになる。
- 2009年（平成21年）
  - 快速急行設定後初の正月ダイヤとなったが、初詣参拝客輸送のため八幡市駅・伏見稲荷駅などを通過する快速急行の運転は終日行われなかった[9]（2021年までの正月ダイヤも同様。）
  - 9月12日：ダイヤ改定。最終の特急出町柳行きを三条行きとし、三条より普通出町柳行きとして運転されるようになる（実質的な神宮丸太町駅への追加停車）。平日の上り快速急行について、夕方ピーク時に三条行きを設定[注 32]、樟葉行きを削減し、21時台の列車を樟葉行きに短縮。3000系使用の淀屋橋駅発の特急の追加設定[注 33]や、9000系の全編成オールロングシート化に伴う9000系と一般8両編成車（6000系と7200系）の完全共通運用化を実施。
  - 12月19・20・23日：出町柳駅発中之島行きの臨時快速特急「光のルネサンス号」を運転。初めて土休日および下りの快速特急が設定される。
- 2011年（平成23年）
  - 3月31日：「京阪特急ご乗車記念 スルッとKANSAI Kカード」の車内販売を終了。[注 34]
  - 5月28日：ダイヤ改定[10]。平日夕方、夜間の快速特急を特急に変更し、淀屋橋駅 - 出町柳駅間で早朝・深夜、平日朝ラッシュ時を除き特急のみ10分間隔での運転となる。特急の駅停車時間が見直され運用数が増加し[注 35]、淀屋橋駅 - 出町柳駅間の所要時間が上り55分、下り57分に延びる。快速急行について、日中の運転を廃止し[注 36]、天満橋駅 - 淀屋橋駅間にも運転されるようになる。淀駅への臨時停車を中止し、夜間の一部列車が8000系での運転となる[注 37]。
  - 10月22日 - 12月4日：京橋 → 七条間ノンストップの臨時快速特急「ノンストップ京阪特急」を土休日に運転。午前の上り2本を設定[11]。
- 2012年（平成24年）
  - 3月24日 - 6月3日：臨時快速特急「ノンストップ京阪特急『洛楽』」を土休日に運転。午前の上り2本を設定。この運行に向けて愛称の募集が朝日放送のラジオ番組『ドッキリ!ハッキリ!三代澤康司です』で行われ、「洛楽」の列車愛称が与えられた[12]。
  - 7月：8000系0番台車のリニューアル工事が完了し、テレビが撤去される[13]。これにより、テレビ受像器を装備するのは8000系30番台車（旧3000系）1編成のみとなった。
  - 11月3日 - 12月2日：京橋 → 七条間ノンストップの臨時快速特急「ノンストップ京阪特急『洛楽』」を土休日に運転。午前の上り2本を設定。11月3日の淀屋橋10:06発と12月2日の淀屋橋10:36発は、8000系30番台（旧3000系）で運転された[14]。
- 2013年（平成25年）
  - 3月10日：8000系30番台（旧3000系）が定期列車での営業運転を終了。同月31日までに4日間実施された臨時列車の運転などをもって運用を終了、「テレビカー」全廃[15]。
  - 3月16日：ダイヤ変更に伴い、通勤快急「おりひめ」・快速急行「ひこぼし」を前日限りで廃止。交野線直通列車が全廃された。
  - 4月6日 - 5月12日：臨時快速特急「ノンストップ京阪特急『洛楽』」を土休日に運転。午前の上り2本を設定[16]。
  - 11月2日 - 12月1日：臨時快速特急「ノンストップ京阪特急『洛楽』」を土休日に運転。午前の上り2本を設定[17]。
- 2014年（平成26年）

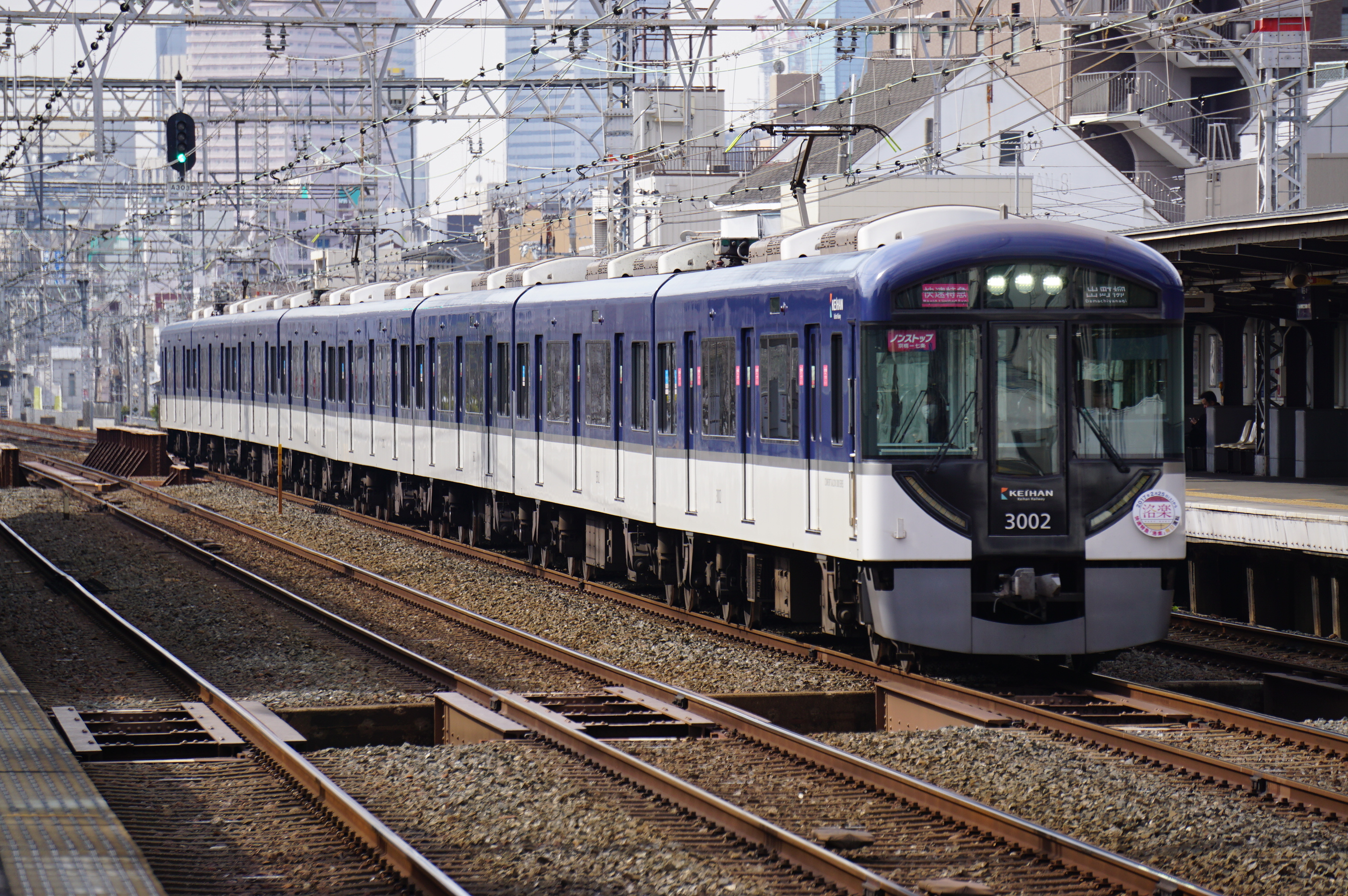
使用車両が3000系（2代）に変更された快速特急「洛楽」

  - 1月1日 - 1月3日：正月ダイヤで、臨時快速特急「ノンストップ京阪特急『洛楽初詣』」を運転。午前の上り8本、午後の下り8本を設定。京橋 - 七条間の所要時間はノンストップ京阪特急「洛楽」の約43分から、約36 - 38分に短縮[18]。
  - 3月21日 - 5月6日：臨時快速特急「ノンストップ京阪特急『洛楽』」を土休日に運転。午前の上り3本に加え、午後の下り2本を初めて設定。京橋 - 七条間の所要時間を約40分に短縮[19]。
  - 10月4日 - 11月30日：「秋の特別ダイヤ」を土休日に実施[20]。
    - 「京橋 - 七条間ノンストップ・快速特急『洛楽』」を運転。淀屋橋駅9時発 - 11時発の上り5本、出町柳駅15時43分発 - 17時43分発の下り5本を設定。特急との平行ダイヤから、枚方市駅で快速急行の通過待避を行うダイヤに変更し、京橋 - 七条間の所要時間を約35分に短縮。
    - 淀屋橋駅9時頃 - 11時頃発の上り特急（毎時6本）を、快速特急（毎時2本）・特急（毎時4本）・快速急行（毎時2本）に変更。出町柳駅16時頃 - 18時頃発の下り特急（毎時6本）を、快速特急（毎時2本）・特急（毎時6本）に変更。
    - 一部列車の種別、行先、発着時刻を変更。
    - 快速急行について、特別ダイヤ実施日かつ競馬開催日に淀駅への臨時停車を3年ぶりに再開。
- 2015年（平成27年）
  - 1月1日 - 1月4日：正月ダイヤで、快速特急「洛楽」を運転。午前の上り8本、午後の下り8本を設定。京橋 - 七条間の所要時間を35分に短縮[21]。
  - 3月21日 - 5月6日：「春の特別ダイヤ」を土休日に実施[22]。実施内容は2014年の「秋の特別ダイヤ」と同様。
  - 9月19日 - 11月29日：「秋の特別ダイヤ」を土休日に実施[23]。シルバーウィークに合わせ、実施期間を拡大する。実施内容は2014年の「秋の特別ダイヤ」と同様。
- 2016年（平成28年）
  - 1月1日 - 1月3日：正月ダイヤで、快速特急「洛楽」を運転。午前の上り8本、午後の下り8本を設定[24]。
  - 3月19日：ダイヤ改定。土休日に、快速特急「洛楽」を定期化。快速特急運転時間帯は快速特急（毎時2本）・特急（毎時4本）・快速急行（毎時2本・淀屋橋駅発着）に変更。これに伴い春・秋の特別ダイヤの実施を取りやめる。昼間時の特急の所要時間を、待避駅や停車時間の見直しにより上り下りとも淀屋橋駅 - 出町柳駅間54分に短縮する[注 38]。このほか、快速急行の運行形態に一部変更がなされた。[25]
  - 7月16日：祇園祭（前祭）の宵山に合わせて、三条行き臨時快速特急「洛楽」を運転。淀屋橋駅17:49、18:18発の2本を設定[26]。京橋 - 七条間の所要時間は37分。
- 2017年（平成29年） 使用車両が3000系（2代）に変更された快速特急「洛楽」
  - 1月1日 - 1月3日：正月ダイヤで、快速特急「洛楽」を運転。午前の上り8本、午後の下り8本を設定[27]。
  - 2月25日：ダイヤ改定。快速特急「洛楽」が平日にも2往復の定期運転を開始し、毎日運転となる。一方、使用車両を8000系から3000系に変更する。快速特急運転時間帯の上り快速急行を急行とし、下りは快速急行のまま平日にも設定。平日夕ラッシュ時の樟葉行き快速急行を中之島駅発から淀屋橋駅発に変更する[28]。
  - 3月18日 - 5月7日：4月22日・23日を除く土休日に、臨時快速特急「洛楽」と臨時特急を運転する。期間中の快速特急「洛楽」定期列車を8000系に変更し、臨時快速特急「洛楽」を3000系で、臨時特急を3000系または一般車7両編成で運転。臨時快速特急「洛楽」は淀屋橋駅9:48、10:18発の上り2本、臨時特急は出町柳駅17:12、17:42発中之島行きの下り2本を設定[29]。臨時快速特急の京橋 - 七条間の所要時間は37分。
  - 7月15日 - 7月16日：祇園祭（前祭）の宵々山、宵山に合わせて、三条行き臨時快速特急「洛楽」を運転。淀屋橋駅17:17、17:47発の2本を設定[30]。京橋駅 - 七条駅間の所要時間は37分。

### プレミアムカーの導入と新列車種別「ライナー」の設定
- 2017年（平成29年）
  - 8月20日：ダイヤ改定。有料座席指定特別車両「プレミアムカー」を導入（乗車料金大阪府内・京都府内完結（樟葉駅が境界駅）400円大阪府内京都府内（境界駅が樟葉駅）を跨いで乗車の場合500円）。また翌8月21日より全席座席指定列車である「ライナー」を設定（平日朝ラッシュ時の枚方市駅発淀屋橋行き1本、樟葉駅発淀屋橋行き1本の計2本）[31]。
- 2018年（平成30年）
  - 1月1日 - 1月3日：正月ダイヤで、京橋 - 七条間ノンストップ快速特急「洛楽」を運転。午前の上り6本、午後の下り6本を設定。今回から使用車両に3000系が加わる。
  - 7月14日 - 7月16日：祇園祭（前祭）の宵々山、宵山に合わせて、三条行き臨時快速特急「洛楽」を運転。なお、使用車両は従来の8000系から3000系に変更される。
  - 9月15日：ダイヤ改定。快速特急「洛楽」の土曜・休日の定期列車を「プレミアムカー」連結の8000系とする。ライナーの停車駅を特急と統一して往復運転に拡大、出町柳駅まで運転区間を延長。朝ラッシュ時下り3本（樟葉駅始発を1本増発・従来樟葉駅始発の1本を出町柳駅始発に延長）、夜間に2本（淀屋橋駅発出町柳行き）に増発。平日朝ラッシュ時に特急・快速急行を、土休日朝に特急を増発し、平日の上下全特急・快速特急延べ199本中105本、土・休日の同195本中118本が「プレミアムカー」連結となる[32]。
- 2021年（令和3年）
  - 1月31日：ダイヤ改定。3000系にも「プレミアムカー」を導入し運行本数を拡大。それに伴い平日朝に特急・快速急行を増発、平日の初発特急を淀屋橋発・出町柳発ともに6:08発とする。朝ラッシュ時に下り1本（三条駅始発）のライナーを増発[33]。
  - 5月1日 - 6月20日、8月28日 - 9月23日：緊急事態宣言発令期間中の土休日に、不要不急の外出を抑えるため、臨時減便ダイヤを実施。8000系・3000系（2代）の運用を自粛し、「プレミアムカー」サービスを休止。
  - 9月25日：ダイヤ改定。テレワークの普及や不要不急の外出自粛などによる利用状況の変化に応じた運転本数の見直しを実施。日中時間帯（土休日は夕方まで）の特急運転本数を毎時4本（概ね15分間隔）とし、同時間帯には「プレミアムカー」連結の快速急行を毎時2本（概ね30分間隔）運転。平日の同時間帯終了後から夕ラッシュ時 - 夜間は特急毎時5本（概ね12分間隔）の運転とする。ライナーを平日朝ラッシュ時に1本（樟葉発淀屋橋行き）、夕ラッシュ時 - 夜間に2本（淀屋橋発出町柳行き）増発し、座席指定サービスを拡大。快速特急「洛楽」の所要時間を短縮し、平日夕方下りに1本増発、土休日朝上りを1本減便。8000系の列車は平日の上り1本・下り2本となる[34]。また、出町柳発最終特急の枚方市行きが平日のみ一般7両編成（形式を問わず）での運用となる（土休日は一般8両編成で運転）。
- 2022年（令和4年）
  - 1月1日 - 1月3日：正月ダイヤを実施。15分間隔での運転に変更し、快速特急「洛楽」を午前上り5本、午後下り4本運転（1往復のみ3000系、他8000系）。正月ダイヤ初の快速急行が設定され、一部の快速急行・急行でも「プレミアムカー」サービスを実施。
- 2023年（令和5年）
  - 8月26日：ダイヤ改定。全車両座席指定「ライナー」を朝下り1本・夕方上り2本増発。朝の樟葉発3本・枚方市発1本が香里園・寝屋川市駅にも停車し、夕方に出町柳発淀屋橋行きを1本新設（淀屋橋21時発の運転を取りやめ）。平日の快速特急「洛楽」を1往復を除き特急に変更し、特急の運転間隔と快速急行の運転区間・運転本数を見直し。8000系で運転の「洛楽」は平日下り1本、土休日上り4本となる。早朝の出町柳発淀屋橋行き快速急行を、三条まで普通・三条から淀屋橋行き特急として運転するよう変更（初めて朝5時台に特急を運転）。土休日朝6時台の上り急行1本を特急（8000系・プレミアムカー締切）に変更。深夜の宇治線最終連絡・出町柳発枚方市行き特急を淀行き急行（淀駅で最終の寝屋川市行き普通に連絡）に変更。同時に全日深夜の準急片道1本で、プレミアムカー組込後は初となる3000系の運用を開始（この列車は急行以下での運用のためプレミアムカー締切）。
- 2025年（令和7年）
  - 3月22日　ダイヤ改定　日中の特急が毎時4本から5本に増加。代わりに快速急行の運転を取り止め。万博開催期間中に中之島発着の特急・快速急行を設定。

## 種別解説・停車駅

### 快速特急・K特急（現在は廃止）・ライナー・特急

#### 現在の停車駅

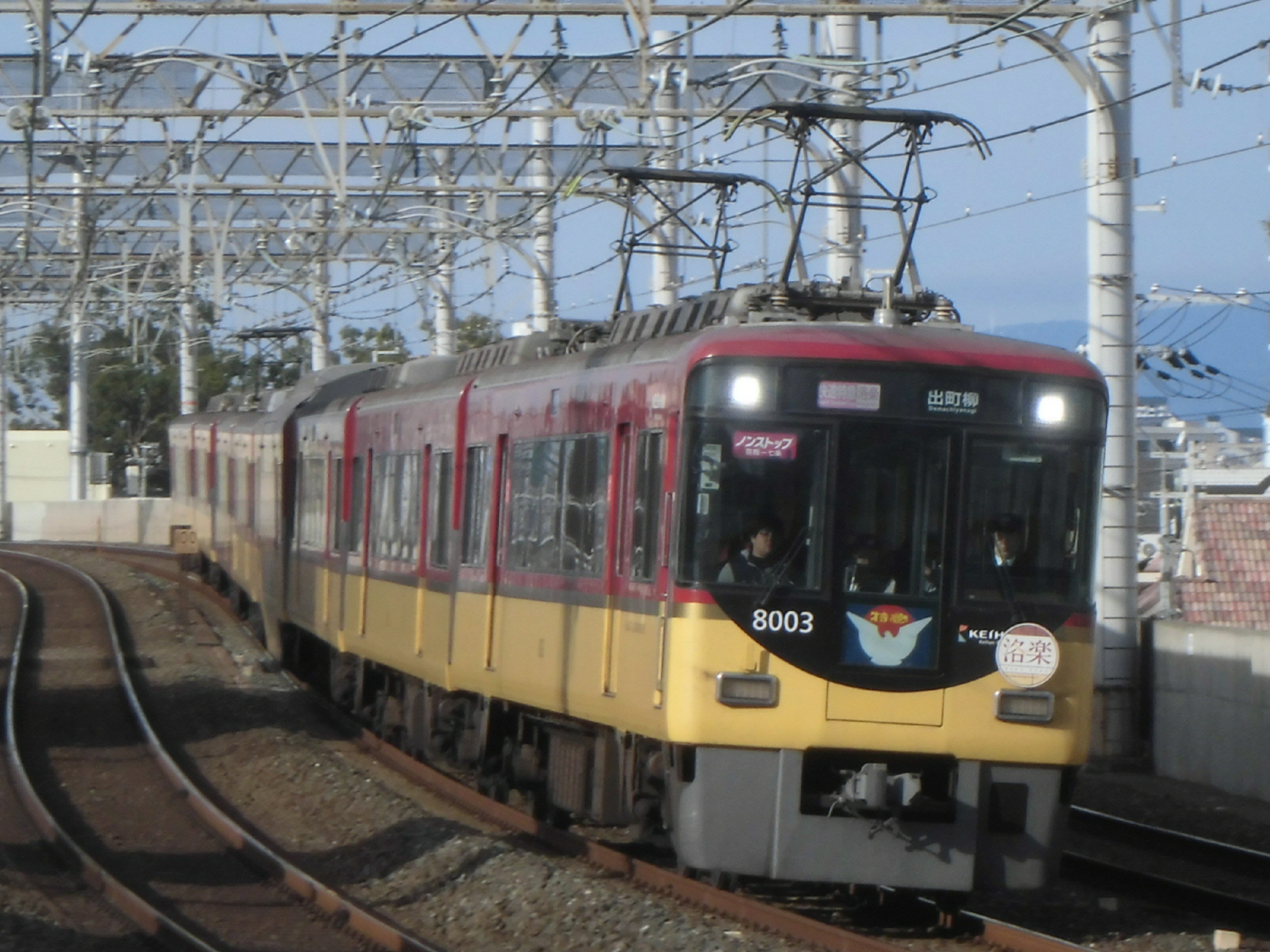
快速特急「洛楽」

快速特急（快速特急「洛楽」）

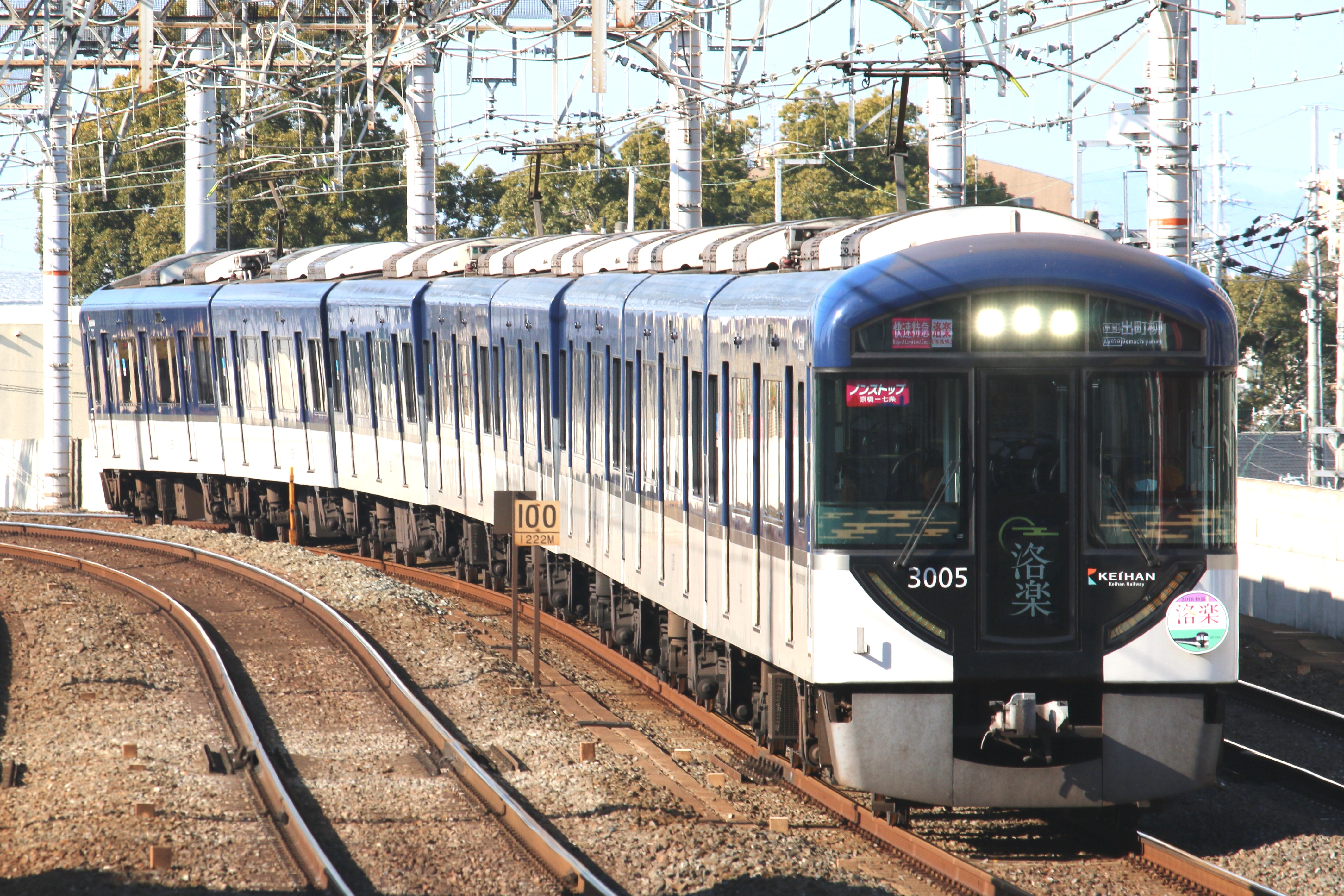
2017年より3000系も運用に加わる（前面改造後撮影）

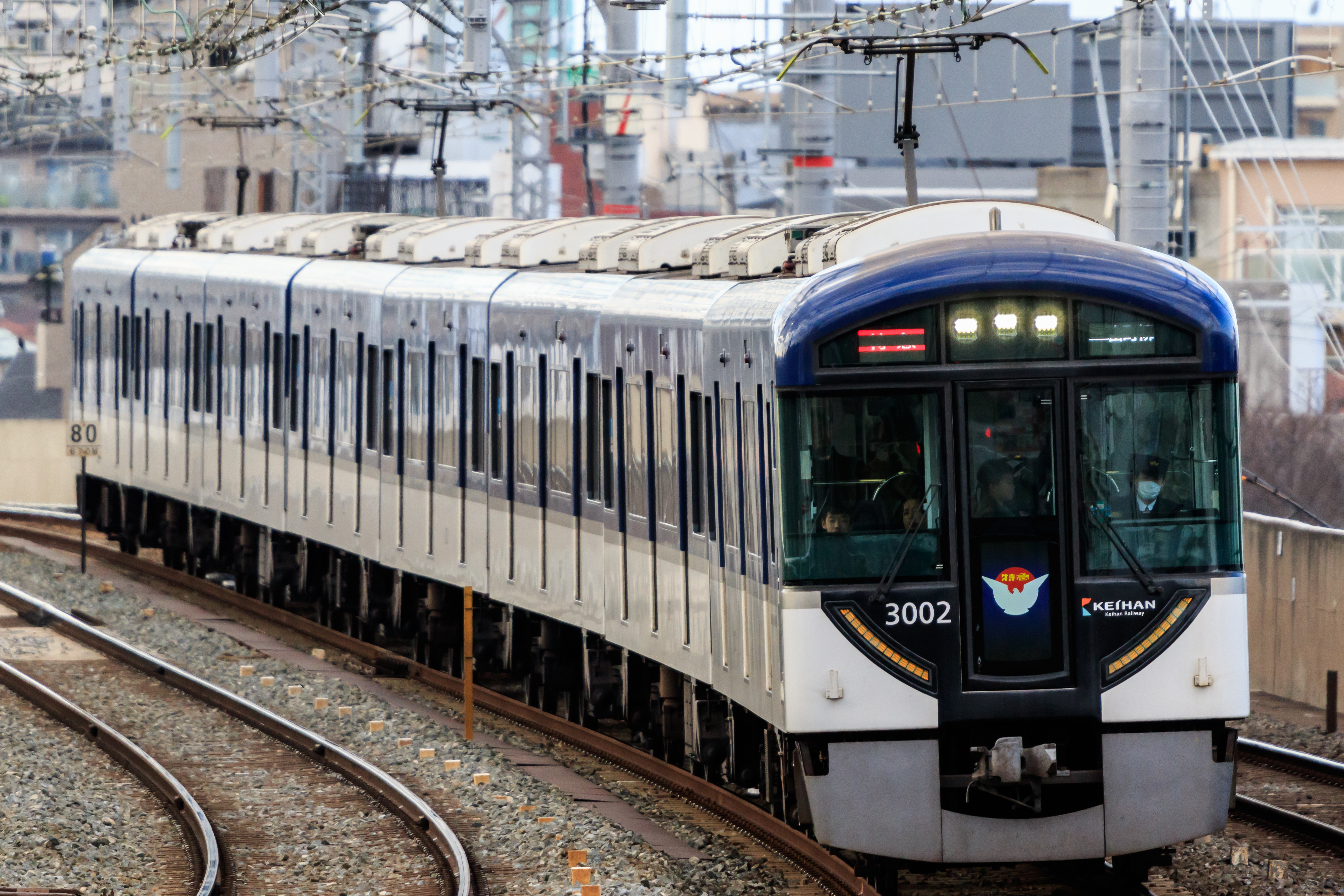
3000系（2代）（前面形状改造後・鳩マーク掲出開始後）
（2018年1月1日撮影）

- 淀屋橋駅 - 北浜駅 - 天満橋駅 - 京橋駅 - 七条駅 - 祇園四条駅 - 三条駅 - 出町柳駅
  - 京阪線の最速達種別。
  - 臨時列車が中之島線に乗り入れる場合、中之島線内は各駅に停車する。
  - 2011年5月27日に「快速特急（旧）」が廃止されてから僅か約5ヶ月後の10月22日に1993年までの特急と同じ停車駅で「快速特急」が再設定され、行楽期の土曜・休日に臨時列車として運転される。
  - 運行開始翌年の2012年に公募で決定された「洛楽」の愛称が付き、のちに種別名に愛称を加えた「快速特急 洛楽」と案内されるようになる。
  - 2013年までは上りのみの運転であったが、2014年の正月ダイヤ以降は下りも運転される。
  - 2016年3月19日のダイヤ改定より、行楽期以外の土曜・休日の運転も開始される。
  - 2017年2月25日のダイヤ改定より、平日の運転も開始される。
  - 2016年より、行楽期や沿線の祭事時の土曜・休日には、臨時快速特急「洛楽」が運転される。祇園祭の際の臨時列車は三条行きとなる。

ライナー
- 淀屋橋駅 - 北浜駅 - 天満橋駅 - 京橋駅 - 枚方市駅 - 樟葉駅 - 中書島駅 - 丹波橋駅 - 七条駅 - 祇園四条駅 - 三条駅 - 出町柳駅
- 朝の樟葉・枚方市発淀屋橋行き：淀屋橋駅 ← 北浜駅 ← 天満橋駅 ← 京橋駅 ← 寝屋川市駅 ← 香里園駅 ← 枚方市駅 ← 樟葉駅
- 2018年9月18日から特急と同じ停車駅となった。2023年8月28日より、朝の樟葉・枚方市発淀屋橋行きが香里園・寝屋川市駅にも停車するようになった（通勤快急と同じ停車駅）
  - 朝の淀屋橋行きのうち、出町柳駅 - 七条駅の各停車駅は乗車専用。
  - 夜の出町柳行きのうち、淀屋橋駅 - 京橋駅の各駅は乗車専用。

- プレミアムカー連結の特急専用車8000系8両編成で運転。また、ライナーは女性専用車両の設定対象外である。
- ライナーに乗車の際は、乗車券以外に別途ライナー券またはプレミアムカー券のいずれかが必要。料金は#ライナー券を参照。ただし、淀屋橋行きの京橋駅以西および出町柳行きの七条駅以北では、プレミアムカーを除き、乗車券のみで一般車両に乗車可能。ライナー券の購入方法はプレミアムカー券と同様である。
- 全車両座席指定であるため、プレミアムカー専属アテンダントが1編成につき3人乗務する。
- 京阪特急のシンボルである「鳩マーク」はライナーでは掲出されない。ライナーは京阪初のカタカナ種別。
- 2023年5月12日までは、乗車にライナー券が必要な区間では、奇数号車は全区間でドアカットが行われ、偶数号車からのみ乗降可能であった。
- 2017年3月30日、同年8月21日より京阪電車初の全席座席指定列車である「ライナー」を設定すると発表。ライナーは設定当初（平日朝ラッシュ時の枚方市駅発淀屋橋行き1本、樟葉駅発淀屋橋行き1本の計2本）、それぞれ始発駅を出発すると、京橋駅までノンストップ運転を行っていた。
- 2018年1月、京阪ホールディングスの加藤好文社長（当時）は、ライナーの運行区間延長について言及した。同年7月17日、同年9月15日のダイヤ変更を予告し、ライナーを往復運転として増発し、運転区間を出町柳駅まで延長することが発表された。

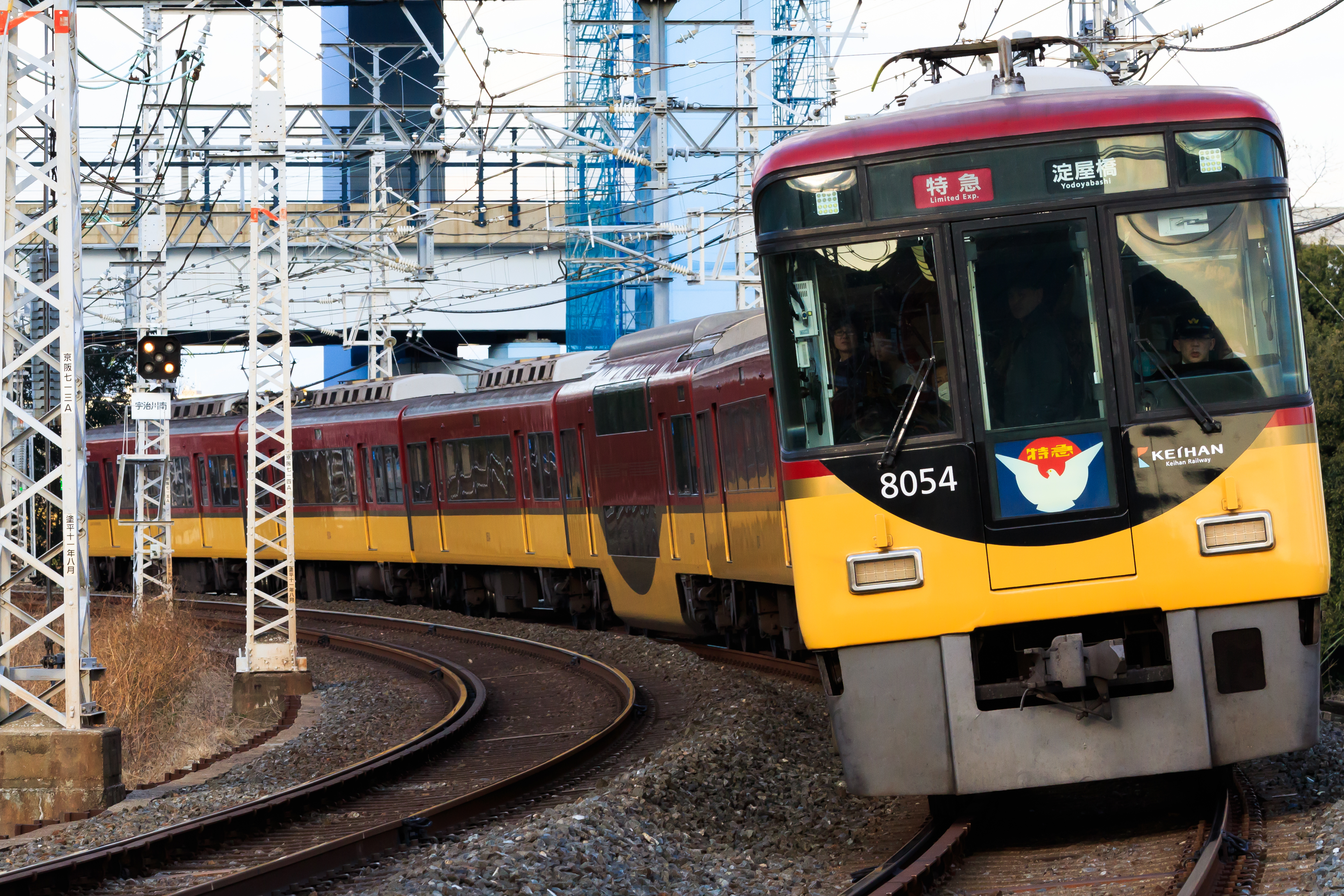
8000系による特急

特急

- 淀屋橋駅 - 北浜駅 - 天満橋駅 - 京橋駅 - 枚方市駅 - 樟葉駅 - 中書島駅 - 丹波橋駅 - 七条駅 - 祇園四条駅 - 三条駅 - 出町柳駅
  - ほぼ終日運行されている。
  - 臨時列車が中之島線に乗り入れる場合、中之島線内は各駅に停車する。
  - 専用車8000系を中心に、3000系（2代）が加わる形で運転される。
  - 混雑時や早朝・深夜などの一部列車は、6000系などの一般車で運転される。

#### 過去の停車駅

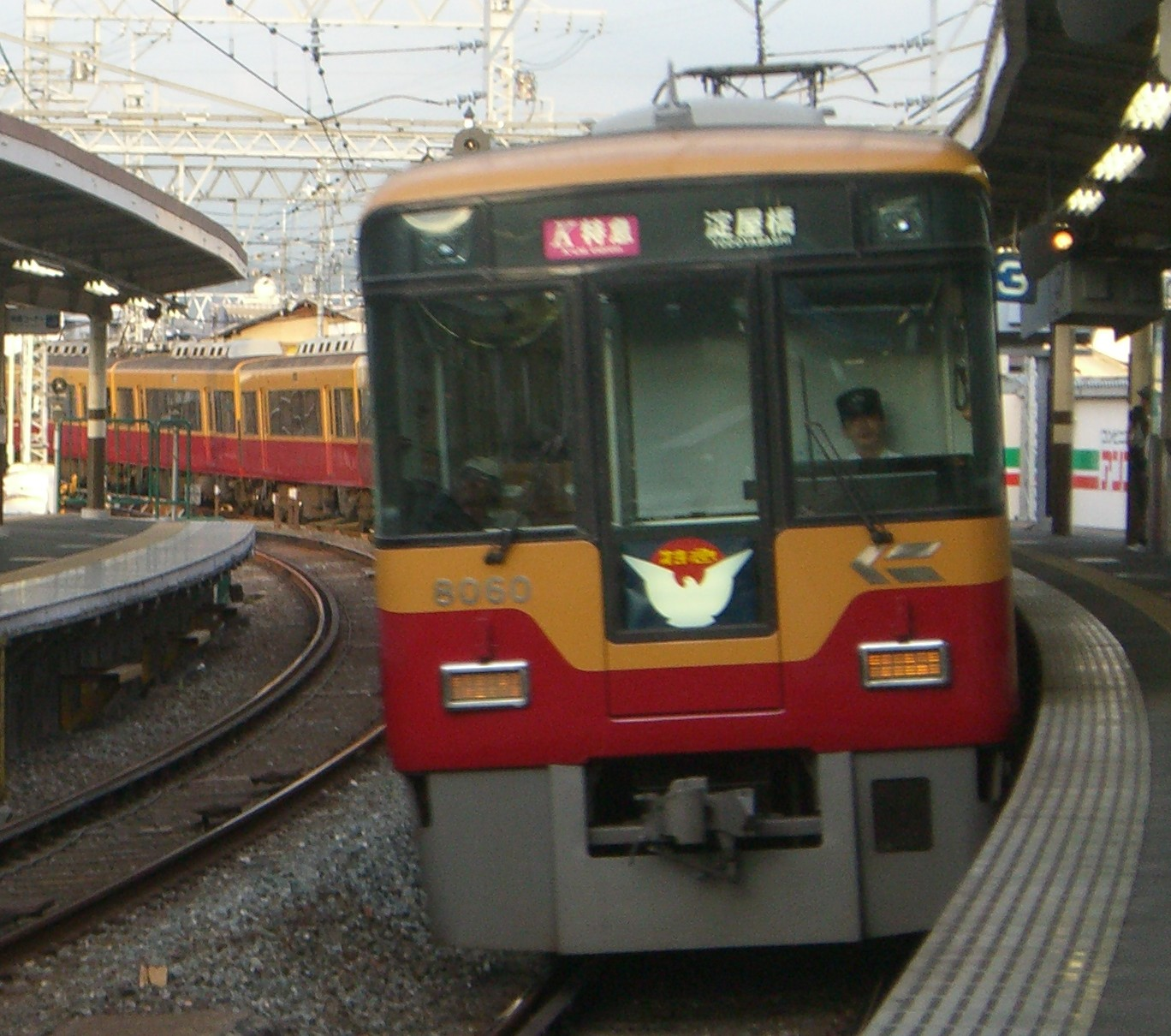
かつて設定されていたK特急（八幡市駅）

京阪本線・鴨東線K特急・快速特急（旧）（2003年9月8日 - 2011年5月27日）
- 淀屋橋駅 - 北浜駅 - 天満橋駅 - 京橋駅 - ＜枚方市駅＞ - 中書島駅 - 丹波橋駅 - 七条駅 - 四条駅（現：祇園四条駅） - 三条駅 - 出町柳駅
  - ＜＞の駅は朝の淀屋橋行きのみ停車（K特急が運転されていた2003年9月から2008年10月まで）。

特急（2000年7月1日 - 2003年9月5日）
- 淀屋橋駅 - 北浜駅 - 天満橋駅 - 京橋駅 - ＜枚方市駅＞ - 中書島駅 - 丹波橋駅 - 七条駅 - 四条駅 - 三条駅 - 出町柳駅
  - ＜＞の駅は平日朝の淀屋橋行きのみ停車。

特急（1997年3月22日 - 2000年6月30日）
- 淀屋橋駅 - 北浜駅 - 天満橋駅 - 京橋駅 - ＜枚方市駅＞ - ＜中書島駅＞ - 七条駅 - 四条駅 - 三条駅 - 出町柳駅
  - ＜＞の駅は平日朝の淀屋橋行きのみ停車。

特急（1993年2月1日 - 1997年3月21日）
- 淀屋橋駅 - 北浜駅 - 天満橋駅 - 京橋駅 - ＜中書島駅＞ - 七条駅 - 四条駅 - 三条駅 - 出町柳駅
  - ＜＞の駅は平日朝の淀屋橋行きのみ停車。

特急（1989年10月5日 - 1993年1月31日）
- 淀屋橋駅 - 北浜駅 - 天満橋駅 - 京橋駅 - 七条駅 - 四条駅 - 三条駅 - 出町柳駅

ライナー（2017年8月21日 - 2018年9月14日）
- 樟葉駅 / 枚方市駅 → 京橋駅 → 天満橋駅 → 北浜駅 → 淀屋橋駅
- 始発駅を出ると京橋駅までノンストップであった。

### 快速急行・通勤快急

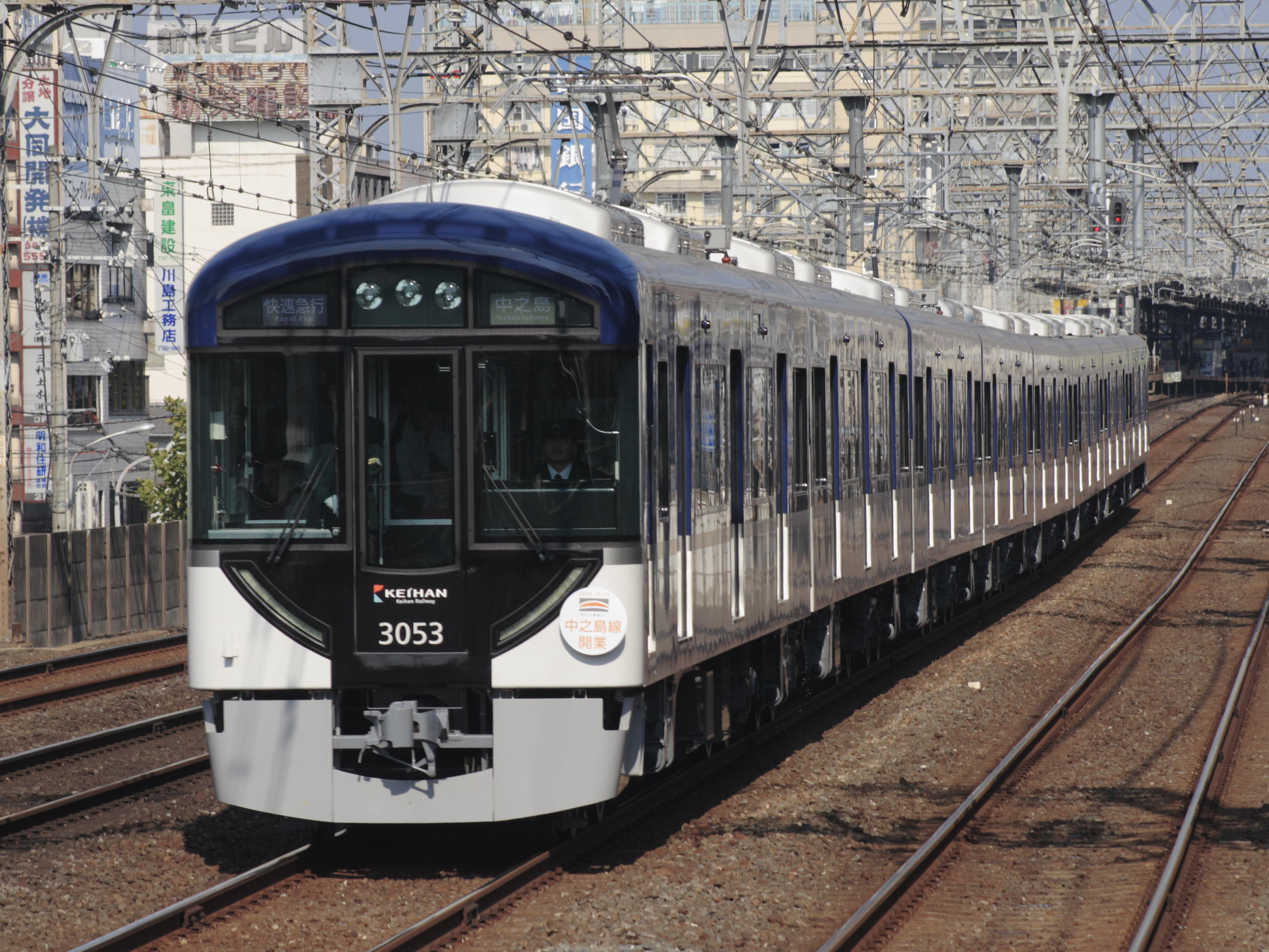
京阪本線・鴨東線・中之島線快速急行で運用される3000系（2代）

2008年10月19日ダイヤ改定時に設定。
中之島線・京阪本線・鴨東線快速急行・通勤快急
- 中之島発着：中之島駅 - 渡辺橋駅 - 大江橋駅 - なにわ橋駅 - 天満橋駅 - 京橋駅 - ＜守口市駅＞ - 寝屋川市駅 - 香里園駅 - 枚方市駅 - 樟葉駅 ← 中書島駅 ← 丹波橋駅 ← 七条駅 ← 祇園四条駅 ← 三条駅 ← 出町柳駅
- 淀屋橋発着：淀屋橋駅 - 北浜駅 - 天満橋駅 - 京橋駅 - ＜守口市駅＞ - 寝屋川市駅 - 香里園駅 - 枚方市駅 - 樟葉駅 - （淀駅） - 中書島駅 - 丹波橋駅 - 七条駅 - 祇園四条駅 - 三条駅 - 出町柳駅
  - ＜＞の駅は通勤快急は通過（中之島・淀屋橋行きのみ設定）。
  - 淀駅には京都競馬場での競馬開催日の競馬場開門直前から閉門直後までの快速急行が臨時停車。淀駅でのプレミアムカー券は臨時窓口のみで発売している。
  - 2011年5月28日のダイヤ改定までは競馬開催日の8 - 17時台に淀駅に臨時停車していた。
  - 2014年秋以降、春と秋に実施されている特別ダイヤ実施日に競馬開催の場合、午前中の淀屋橋発の快速急行が淀駅に臨時停車していた。
  - 2016年3月19日のダイヤ改定では、淀屋橋行きの通勤快急、7両編成で運転の通勤快急・快速急行と、樟葉駅・枚方市駅始発の快速急行（平日は樟葉駅8:38発の淀屋橋行きと枚方市駅8:56発の中之島行きの2本、土曜・休日は朝の樟葉駅発淀屋橋行き6本）が初めて設定された。また、快速特急運転時間帯の快速急行について、競馬開催日・場外馬券発売日に上り全列車と下り3列車を淀駅に臨時停車とした。
  - 2017年2月25日のダイヤ改定では、平日夕ラッシュ時の快速急行が淀屋橋駅発となり、中之島駅発着の快速急行の本数はさらに減少した。平日朝の枚方市発の快速急行が1本増発され、同駅8:56発（中之島行き）の後に9:16発（淀屋橋行き）が設定された。土曜・休日午前中の淀屋橋駅発出町柳行きの快速急行が急行に変更された。これにより土曜・休日の快速急行は京都方面から大阪方面への片道のみの運転となった。
  - 2017年8月20日のダイヤ改定では、平日朝の中之島駅発樟葉行き快速急行1本が淀屋橋駅発となり、中之島駅発着の快速急行は平日朝の中之島駅7:58発樟葉行きと枚方市駅8:56発中之島行き上下1本ずつのみとなった。また、土曜・休日朝の快速急行淀屋橋行きの一部が急行となった。
  - 2018年9月15日のダイヤ改定では、平日朝にライナーと特急を増発する関係上、初めて寝屋川市駅始発（6:59発出町柳行き）の快速急行が設定された一方、出町柳駅7:55発淀屋橋行き快速急行が樟葉発に短縮となり、出町柳駅発の快速急行は平日・土休日とも夕方の淀屋橋行きのみとなった。
  - 2021年1月31日のダイヤ改正では、設定当初からの快速急行中之島行きが廃止された。中之島駅発の快速急行は、平日18時45分発の樟葉行きのみとなった。
  - 2021年9月25日のダイヤ改正で日中に3000系（2代）による快速急行が再び設定され、快速急行初の「プレミアムカー」サービスを開始した。

### 過去の列車
いずれの列車も交野線内は各駅に停車していた。
交野線直通K特急「おりひめ」（2003年9月8日 - 2008年10月17日）
- 私市駅 → 河内森駅 → 交野市駅 → 郡津駅 → 村野駅 → 星ヶ丘駅 → 宮之阪駅 → 枚方市駅 → 京橋駅 → 天満橋駅 → 北浜駅 → 淀屋橋駅

交野線直通通勤快急「おりひめ」（2008年10月20日 - 2013年3月15日）
- 私市駅 → 河内森駅 → 交野市駅 → 郡津駅 → 村野駅 → 星ヶ丘駅 → 宮之阪駅 → 枚方市駅 → 香里園駅 → 寝屋川市駅 → 京橋駅 → 天満橋駅 → なにわ橋駅 → 大江橋駅 → 渡辺橋駅 → 中之島駅

交野線直通快速急行「ひこぼし」（2008年10月20日 - 2013年3月15日）
- 中之島駅 → 渡辺橋駅 → 大江橋駅 → なにわ橋駅 → 天満橋駅 → 京橋駅 → 守口市駅 → 寝屋川市駅 → 香里園駅 → 枚方市駅 → 宮之阪駅 → 星ヶ丘駅 → 村野駅 → 郡津駅 → 交野市駅 → 河内森駅 → 私市駅

## 車両

### 特急専用車両（特急形車両）
以下の車両は特急運用を前提として設計・製造された特急専用車両である。
カッコ内の太字は特急車としての期間、細字は一般車としての期間を表す。
初代
- 1700系（1951年 - 1956年 - 1983年）
  - 初の特急専用車で、「京阪特急色」と鳩マークを初めて採用した。特急専用車で唯一の吊り掛け駆動方式採用車であった。
  - 一般車格下げ後は1983年の京阪線1500V昇圧まで運用された。

2代目
- 1800系（初代）（1953年 - 1963年 - 1981年）
  - 日本初のカルダン駆動を採用。先述のように京阪特急初のテレビカーを連結している。
  - 1900系登場により一般車に格下げされた。

3代目
- 1810系〈後に1900系に編入〉（1956年 - 1963年 - 1973年 - 2006年）

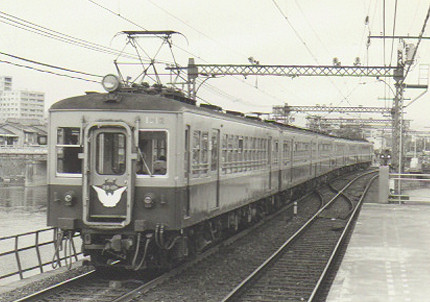
特急時代・1900系編入後の1810系電車（1971年頃 七条駅）

  - この系列より18m・空気ばね台車に変更された。
  - 1963年の1900系登場時に金属ばね台車の2両を除いて同系列に編入した。
  - 1884・1885の2両は京阪初の完全付随車・（車端部も含めた）オールクロスシート車として登場した。

4代目
- 1900系（1963年 - 1973年 - 2008年）

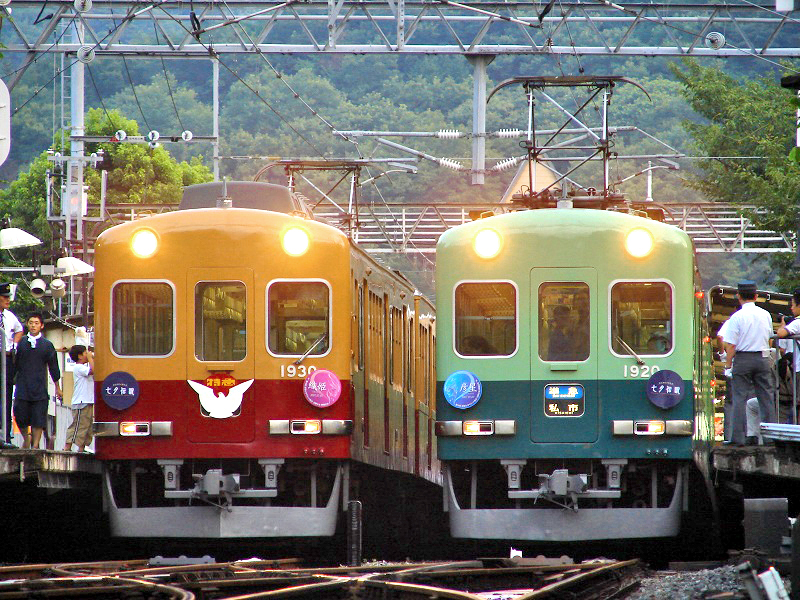
一般車格下げ改造後。左が特急色復刻車、右が一般色車（私市駅）

  - 淀屋橋駅延伸開業時に登場した、前面のバンパーが特徴の高性能車。
  - 3000系（初代）登場による一般車への格下げ後も臨時特急に優先運用されたほか、2000年代のイベントでは、鳩マークとヘッドマークの両方を掲出した姿で、K特急「おりひめ」に運用された。
  - 中之島線開業前日の2008年10月18日をもって一般の営業運転を終了し、同年12月に実施したさよなら運転をもって運行を終了した。

5代目
- 3000系（初代）〈後に8000系30番台に改番〉（1971年 - 2013年）

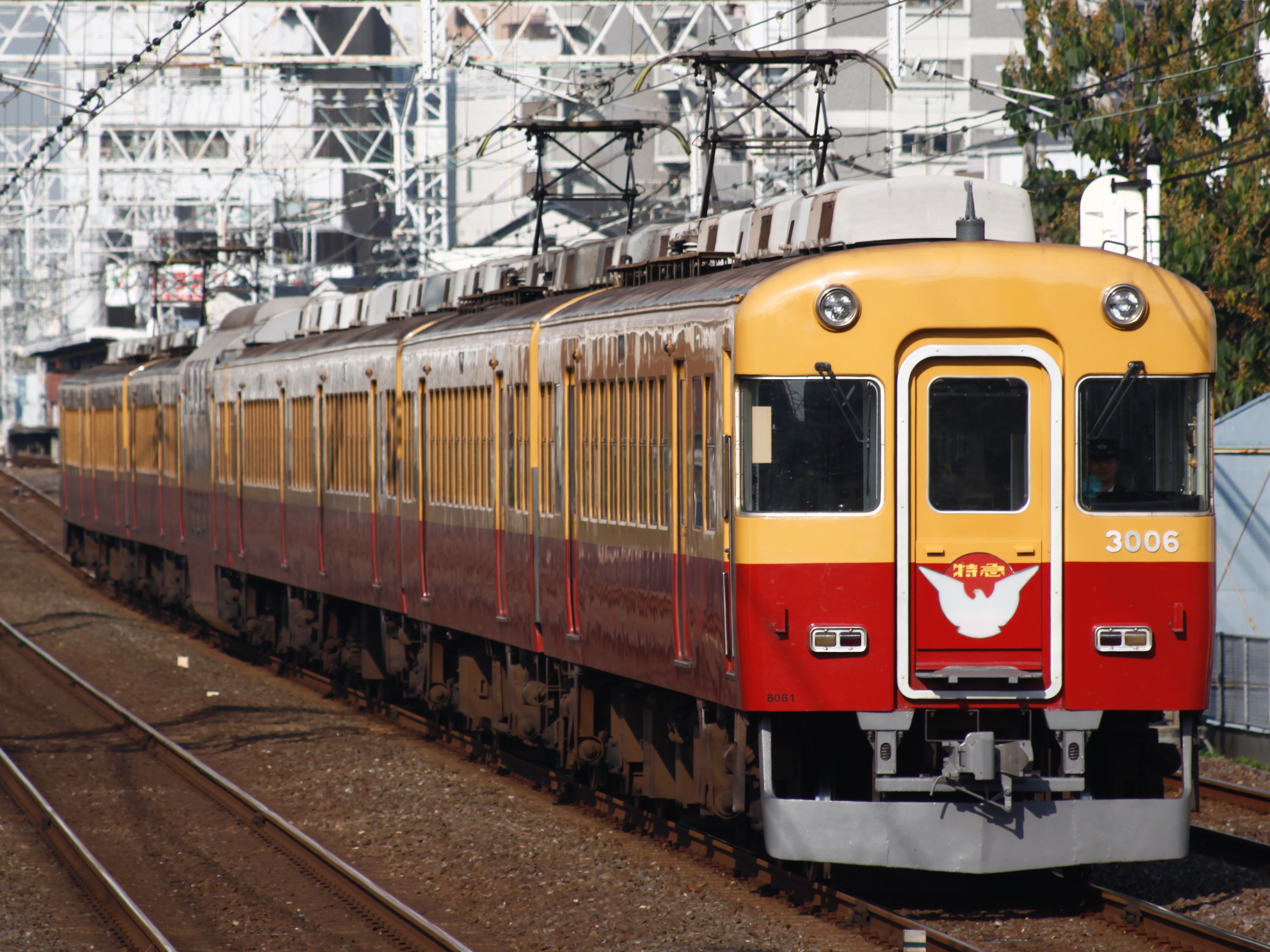
原型に近い姿に復元（クラシックタイプ）された3000系（初代）

  - 特急専用車として初めての冷房車となり、「テレビカー」がカラーテレビ搭載となった。
  - 鴨東線開業以降8000系への置き換えが進み、一部は車体のみ譲渡されたが、繁忙期の特急車不足を補うため、1編成のみが残存した。1995年の改修工事に合わせて1両をダブルデッカー化改造（改造車のダブルデッカーは日本の鉄道車両で唯一の存在）するとともに、分割運用の廃止に伴い取り外された幌枠をイメージした銀縁がアクセントとして取り付けられた。2008年の3000系（2代）登場に備えて8000系30番台に改番された。
  - 2012年9月には、先頭車に登場時の車両番号を装飾として取り付け、かつての電照式鳩マークを再現するなど改修前に近い姿に復元された。特設のホームページで車両運用が公開され、快速特急「洛楽」にも使用された。
  - 2013年3月10日をもって一般の営業運転を終了し、同31日のさよなら運転をもって運用を終了。「テレビカー」は全廃となった（ダブルデッカーの車体は富山地方鉄道に譲渡）。
  - 2014年のくずはモールの増床・リニューアルに際し、南館（ヒカリノモール）に開設された「SANZEN-HIROBA」に、幌枠・8000系登場以前の塗色・「特急」幕・座席モケットなど、極力登場時に近い姿に復元された3505号車が、運転シミュレータの設置や走行映像の車窓への投影、走行音の再生を伴う形で「デジタル動態保存」されている。
  - 2023年現在、歴代京阪特急専用車で登場から全車運用終了まで一貫して「特急車」であった唯一の形式である。

6代目
- 8000系〈0番台〉（1989年 - ）

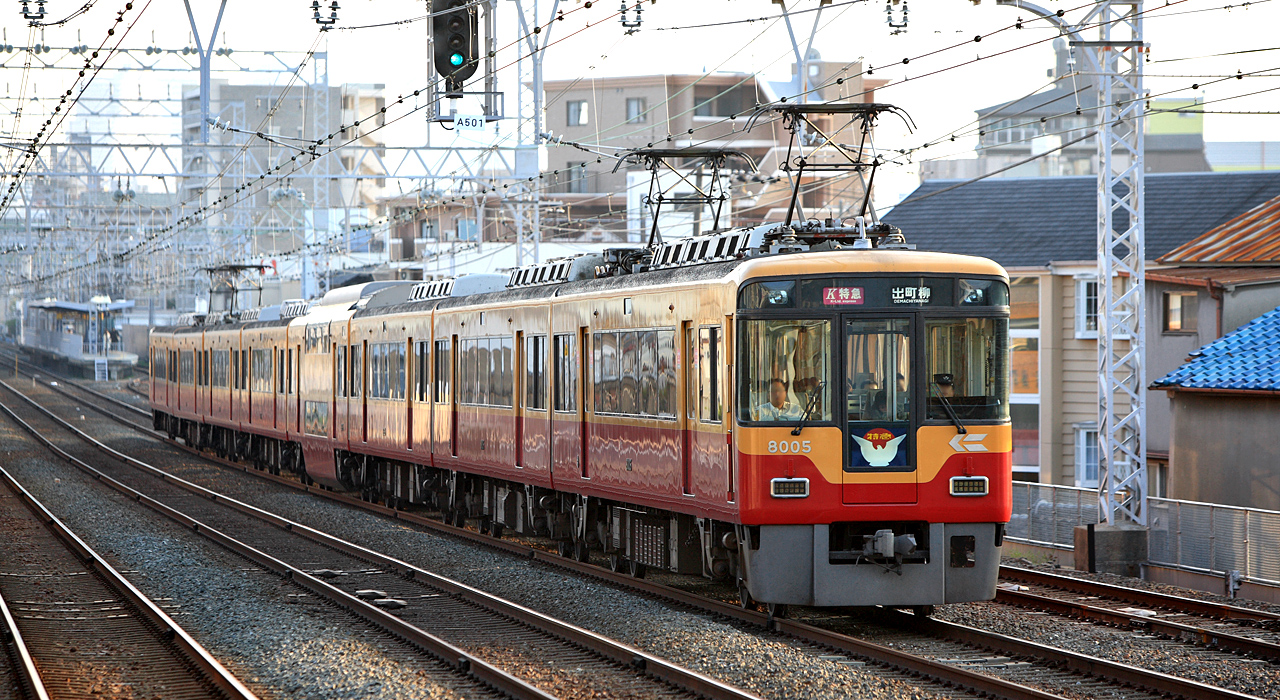
8000系旧塗装車

  - 現行の主力で、鴨東線開業時に登場した。特急専用車として初めて固定編成となった。バケットタイプの転換クロスシートに横引きカーテンを装備する豪華さと落ち着きを兼ね備えた車内設備が特徴である。1998年には3000系に続いて新造ダブルデッカーを連結し、特急専用編成は8両固定編成に統一された。
  - 京阪特急としては珍しく、1989年から2013年までの約24年間、先代特急車の3000系（初代）と共通運用されていた。本系列登場後、「京阪特急色」の色調が若干明るいものに変更された。
  - 2008年より新塗装（「エレガント・サルーン」色）化が開始された。また、2009年より車端部の座席について、背もたれの高さをクロスシートと同等以上の位置まで確保したハイバックロングシートに改造の上、テレビ受像機も撤去するリニューアル工事が開始され、2010年3月27日にリニューアル車の運行が開始された。テレビカーは2012年7月をもって本形式からは消滅した。2012年3月より運行されている快速特急「洛楽」の使用車両が、2017年2月25日改定で本系列から3000系（2代）に変更され、春秋の行楽期の土休日と正月ダイヤ実施日を除いて一旦撤退した。
  - 2017年8月20日ダイヤ改定より有料座席指定車となる「プレミアムカー」連結のため、対象となる1両（6号車）が一時的に編成から外されて寝屋川車両工場で改造を受けた。その間は7両編成で暫定的に運用していた。
  - 2018年9月15日のダイヤ改定より、土休日に限り正式に定期の快速特急運用に復帰した。一方、快速特急・特急・ライナー以外（通勤快急以下の各種別）の定期列車（間合い運用）からは完全に撤退した。
  - 3000系（初代）の運用終了以降は、京阪線で唯一の片開き2扉車かつ特急車となっている。

#### テレビカー（現在は廃止）

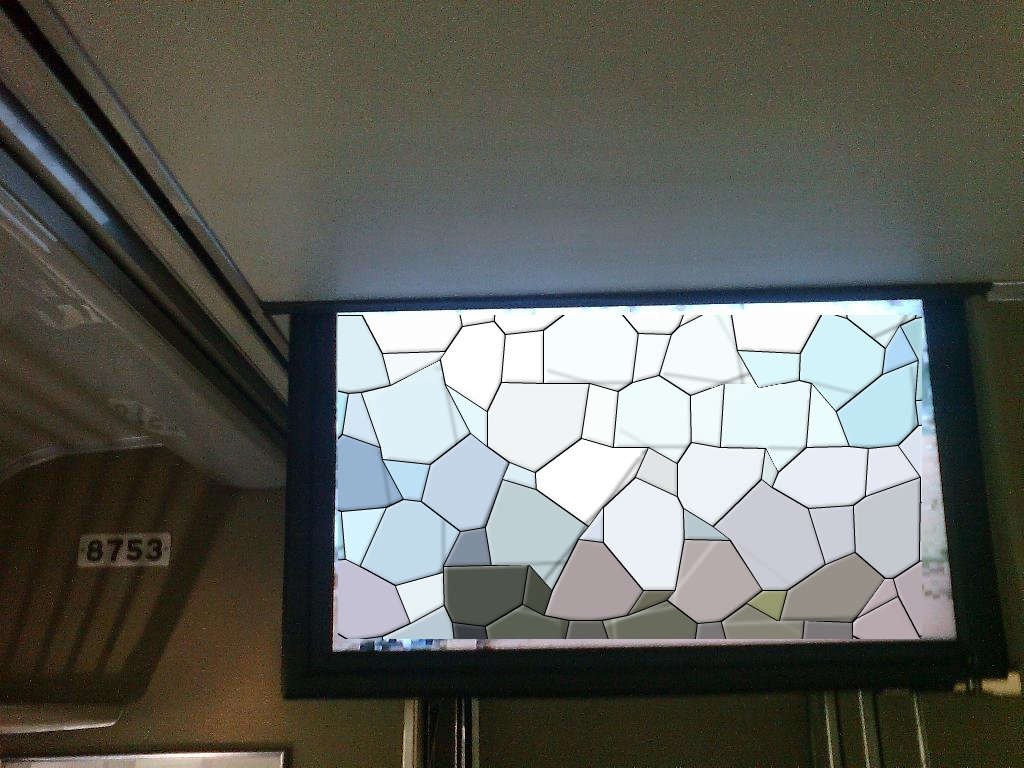
過去に8750形に設置されていた液晶テレビ（画像モザイク処理済み）

1954年8月に1800系に白黒テレビを設置して以来、1810系・1900系・3000系（初代）・8000系に導入され、2013年3月31日の3000系（初代）（8000系30番台）の営業運転終了まで運行されていた車両である。1800系・1810系・1900系は白黒テレビ、3000系（初代）・8000系はカラーテレビが設置され、車両側面の外板窓上に大きく朱色の書き文字で「テレビカー」と表示されていた。
なお、「テレビカー」の名称は京阪ホールディングスの登録商標（第4045693号）であるため、無許可では使用できない。
くずはモール南館の「SANZEN-HIROBA」にデジタル動態保存されている3505号車や富山地方鉄道「ダブルデッカーエキスプレス」にてテレビカーが復元されている。

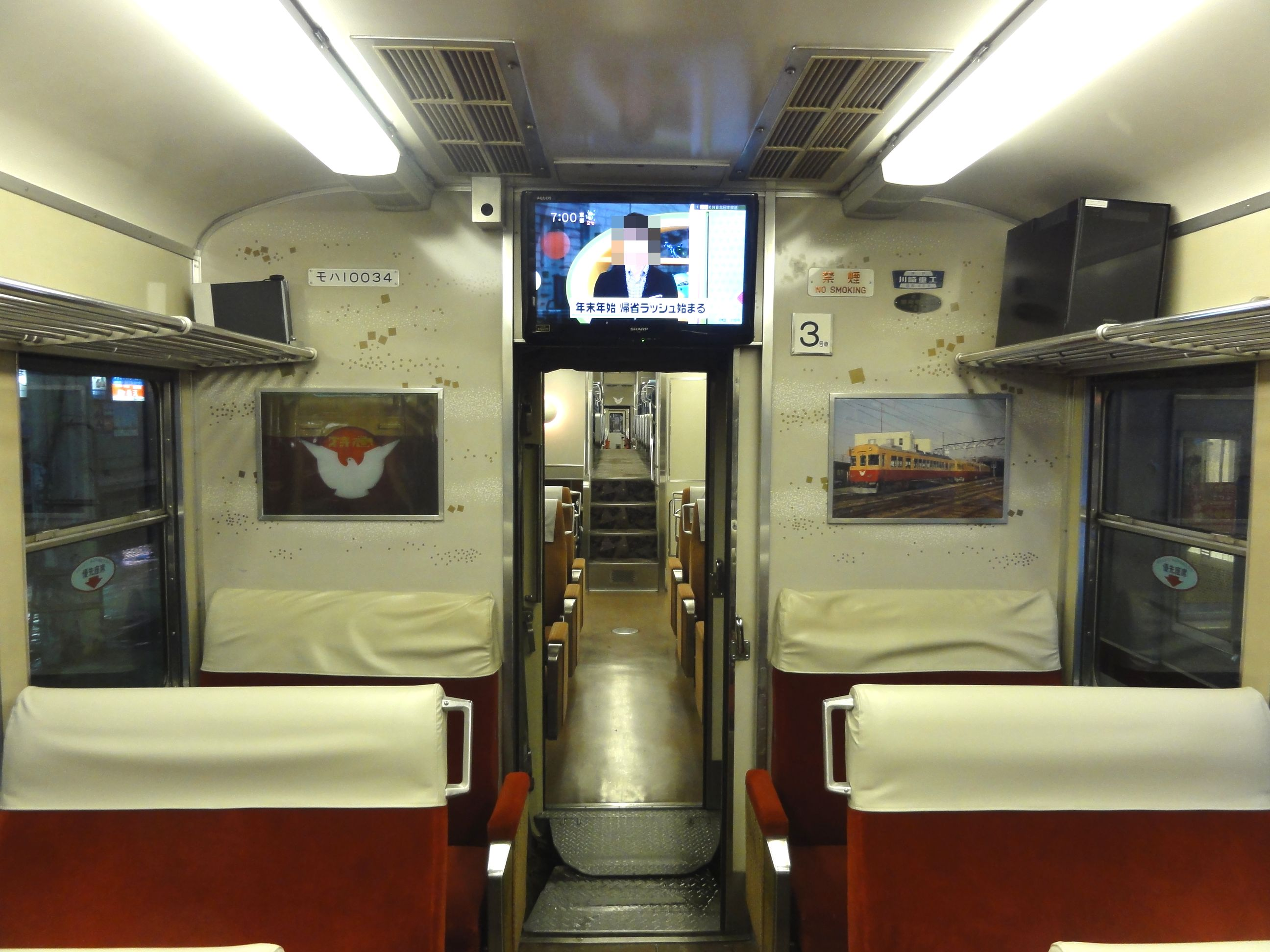
富山地鉄で復元されたテレビカー「ダブルデッカーエキスプレス」
（2013年12月）

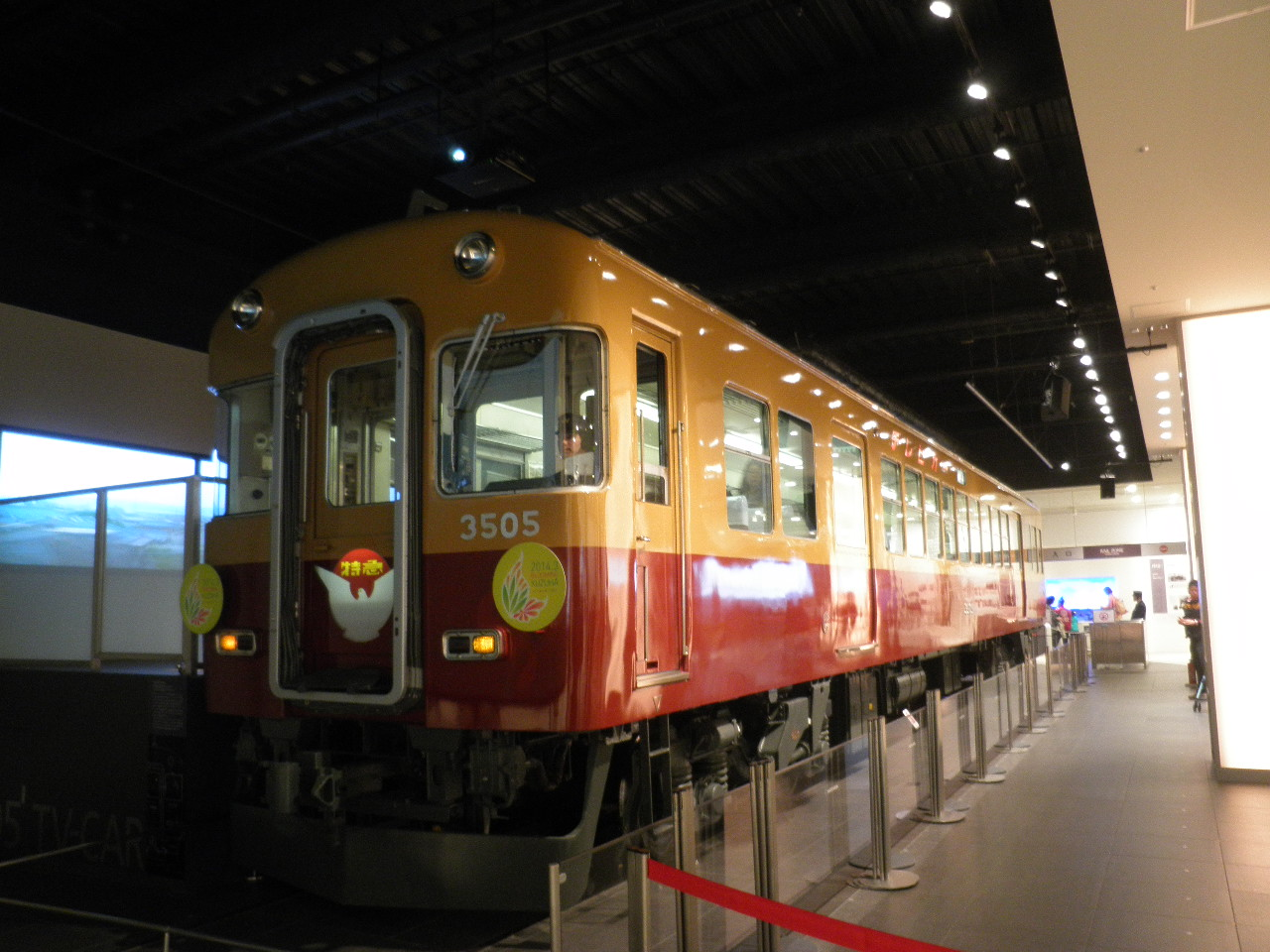
くずはモール「SANZEN-HIROBA」に展示されている3505号車

#### ダブルデッカー

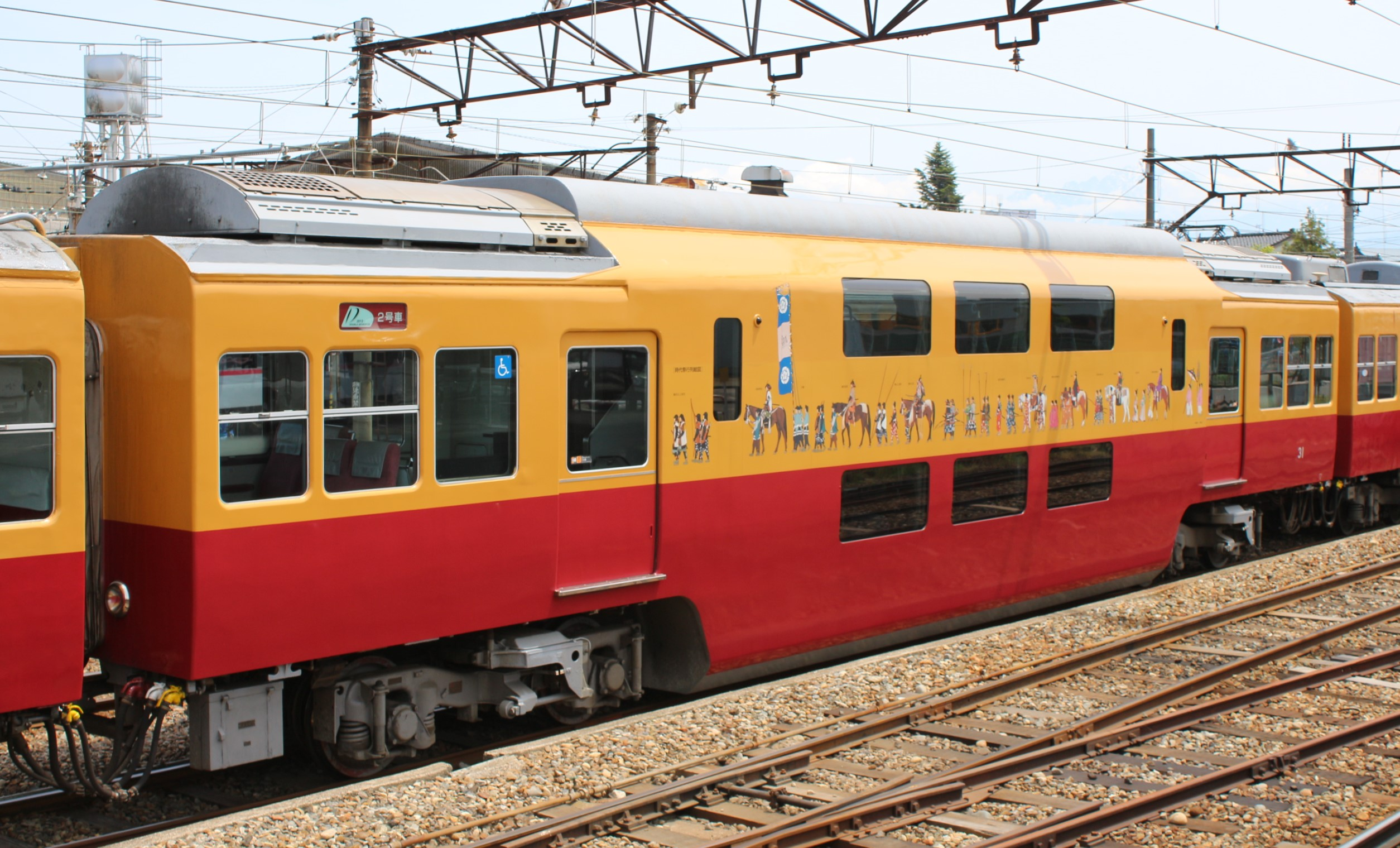
富山地方鉄道に譲渡後の3000系(初代)のダブルデッカー車両（現・富山地鉄サハ31）
（2021年5月）

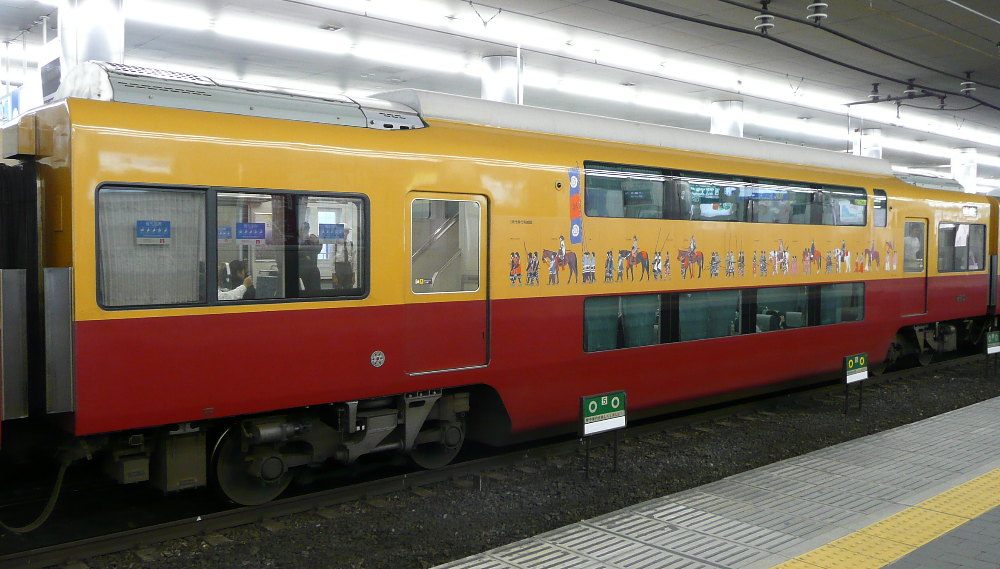
8000系ダブルデッカー車両の外観（旧塗装）

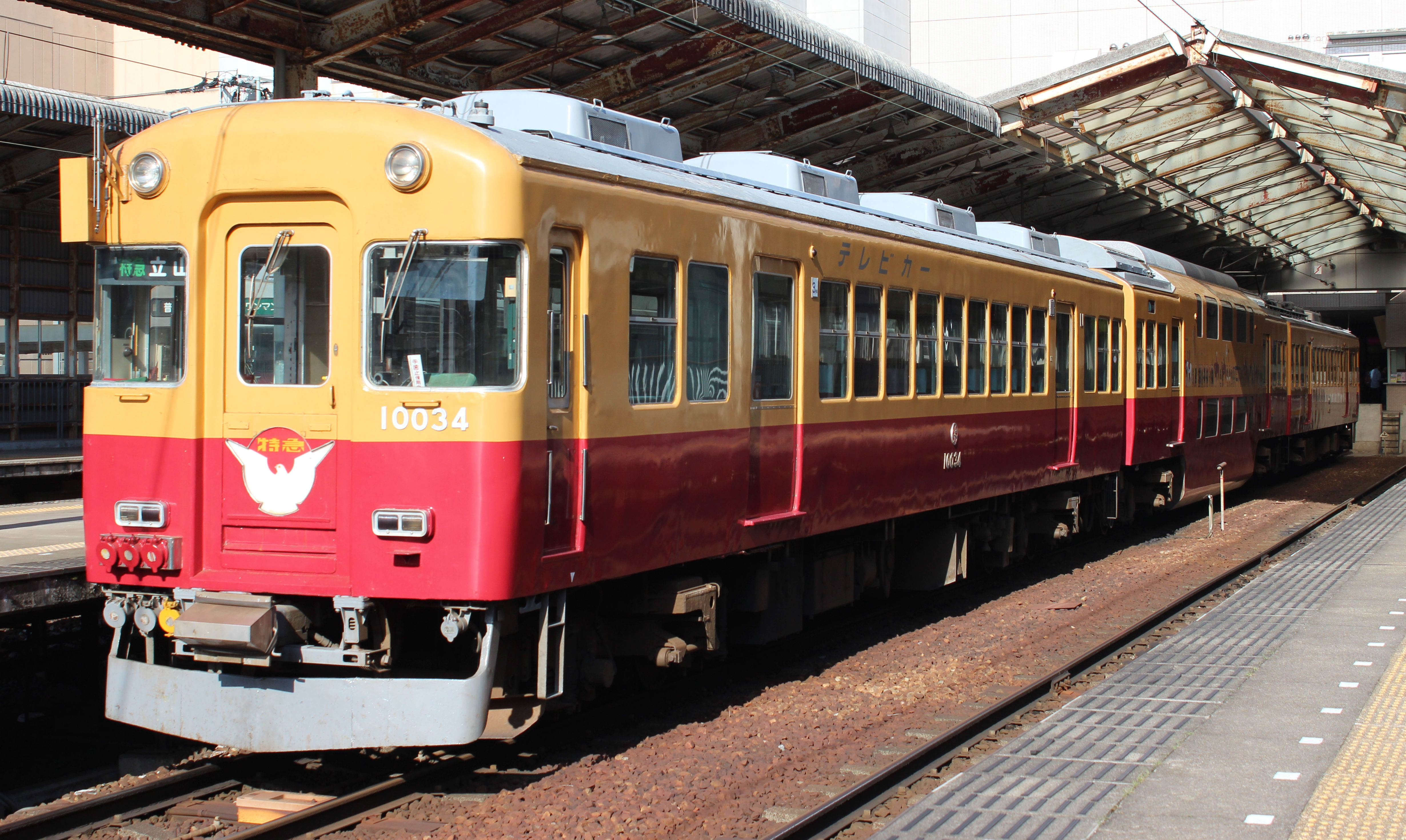
富山地鉄「ダブルデッカーエキスプレス」（元3518-3018）

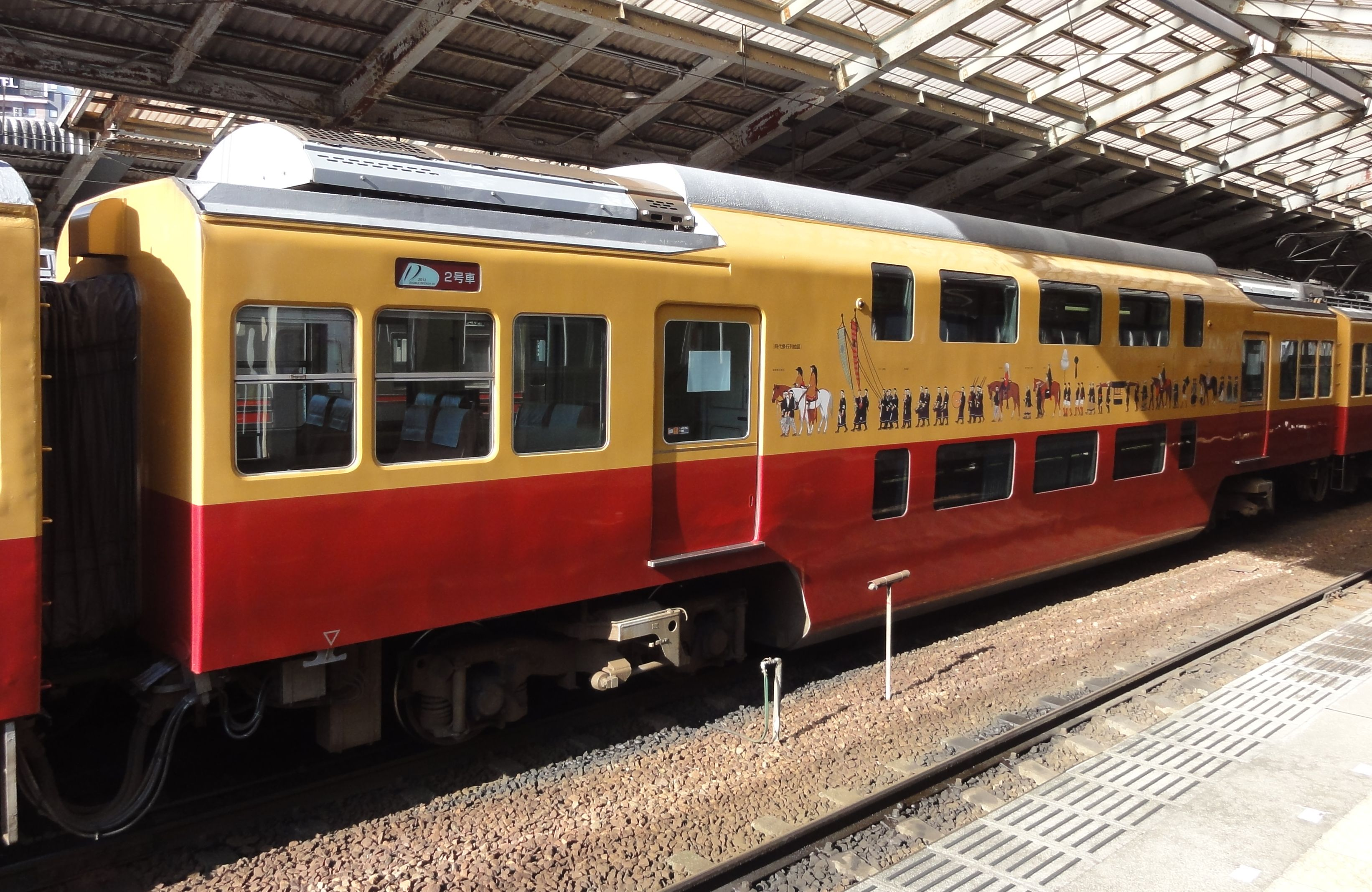
3000系（初代）完全引退後に譲渡されたダブルデッカー車両（富山地鉄サハ31）

1995年の3000系（初代）の車体更新時に3600型中間付随車（旧車番は3608）を、自社の寝屋川車両工場で平屋車両から2階建車両に改造し、1995年12月25日に営業運転を開始した。平屋車両を2階建車両に改造するのは珍しいケースであり、日本で唯一である。その後、自社製ダブルデッカー車の評判は良く「8000系編成にも」と要望があったため、1997年にはダブルデッカーを新たに製造し8000系にも連結した。「ライナー」を除き乗車券のみ（追加料金不要）で利用可能である。旧塗装でのダブルデッカーには時代祭絵巻のイラストが描かれていたが、8000系の新塗装への塗り替えと3000系（初代）の運用終了によって消滅した。
なお、富山地方鉄道に譲渡された3000系（初代）のダブルデッカーには時代祭絵巻が残され、車内もほぼ原形のまま現在も「ダブルデッカーエキスプレス」として運行されている。

#### 特色
- いずれの車両も乗車券のみで乗車できる特別料金不要列車としては最高水準の接客設備を備えているが、ブルーリボン賞の受賞を逃している。なお、京阪では6000系・3000系（2代）がローレル賞を受賞している[注 45][注 46]。
- 1700系で日本初の空気ばね台車KS-50の、1900系でデフレンシャルギヤ台車KS-68の長期テストを行うなど、鉄道技術史上において重要な存在である。
- 特急専用車は、車内広告を一切排除する施策をとっている[43]。これは、料金不要の特急列車としては異例である[注 47]。ただし、1957年 - 1995年（1810系 - 初代3000系）の間は座席枕カバーに名刺程度の大きさの広告を入れていた。
- 2013年秋からは、沿線風景を表現した絵画が飾られ、伝統的に「走る画廊」と称されているスペースが、時節に応じた「おけいはん」の沿線案内や新ダイヤ・行楽ダイヤなどの告知にも使用されるようになった。
- 日常的な特急運用を考慮されて登場した9000系は、通勤車と同様中吊り広告枠を持つが、当初は沿線案内のみの掲示であった。2006年からは主に1編成貸し切り形の広告掲示となり、2008年10月16日から一般車同様の広告掲示となった。1編成貸し切り形の広告は3000系（2代）が受け継いでいる。
- 特急専用車としては珍しく、8000系にラッピングを行った事例がある。

### 特急運用兼用車両
以下の車両は、特急を含む優等列車運用を考慮した車内設備などを持つ。
セミクロスシート（旧塗装）時代の9000系および3000系（2代）は8000系特急車を補完する役割を担う。
カッコ内の太字は当該設備を備えた期間、細字は一般車（ロングシート車）としての期間を表す。
- 1000型（2代）（1937年 - 1956年 - 1970年）
  - 1950年の京阪特急運転開始時には1700系はまだ登場しておらず、流線形ロマンスカー[注 48]である本系列が専用車として充当された。
- 9000系（1997年 - 2010年 - ）急行運用につく旧塗装・セミクロスシート時代の9000系
（2007年）

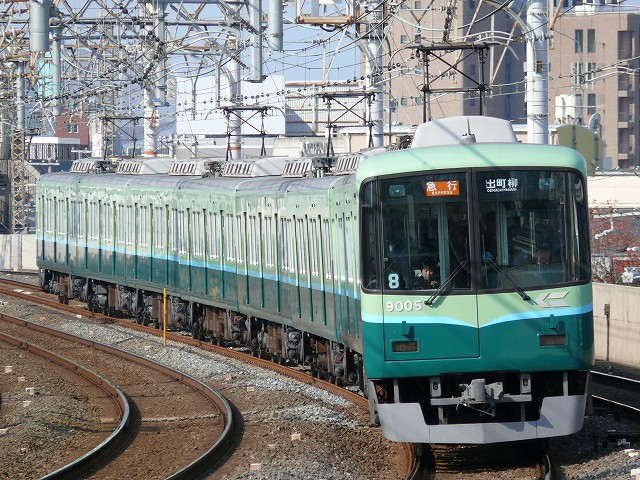
急行運用につく旧塗装・セミクロスシート時代の9000系
（2007年）

  - 1997年3月22日のダイヤ改正で京阪特急初の8両編成として登場した、7200系ベースのセミクロスシート（2人掛け固定クロスシート）車で、パステルブルー（水色）の帯が目印であった[4]。
  - 2003年9月6日のダイヤ改正からは10分ヘッドとなった日中（一部夜間）の特急の定期運用も担っていた。検査入場時は6000系などのロングシート通勤車8両編成が代走していた。
  - 2008年10月19日のダイヤ改定からは、登場時を彷彿させる、平日ラッシュ時に特急となる特定運用のほか、新種別の深夜急行にも優先投入されたが、本系列の進化系といえる3000系（2代）の登場に伴い、「3扉セミクロスシート車」の地位を譲り渡し、新塗装化と共にロングシート化改造[45]が実施された。
  - 2015年より2017年にかけて、第1 - 第4編成が7両に減車となったが、2016年3月のダイヤ改定で設定された7両編成の快速急行・通勤快急[注 49]に運用されるようになった。8両で残っていた第5編成は従来通り特急運用にも入っていたが、2024年に7連に短縮された。
- 3000系（2代）（2008年 - ）鳩マーク掲出を開始しプレミアムカーが組み込まれた3000系（2代）

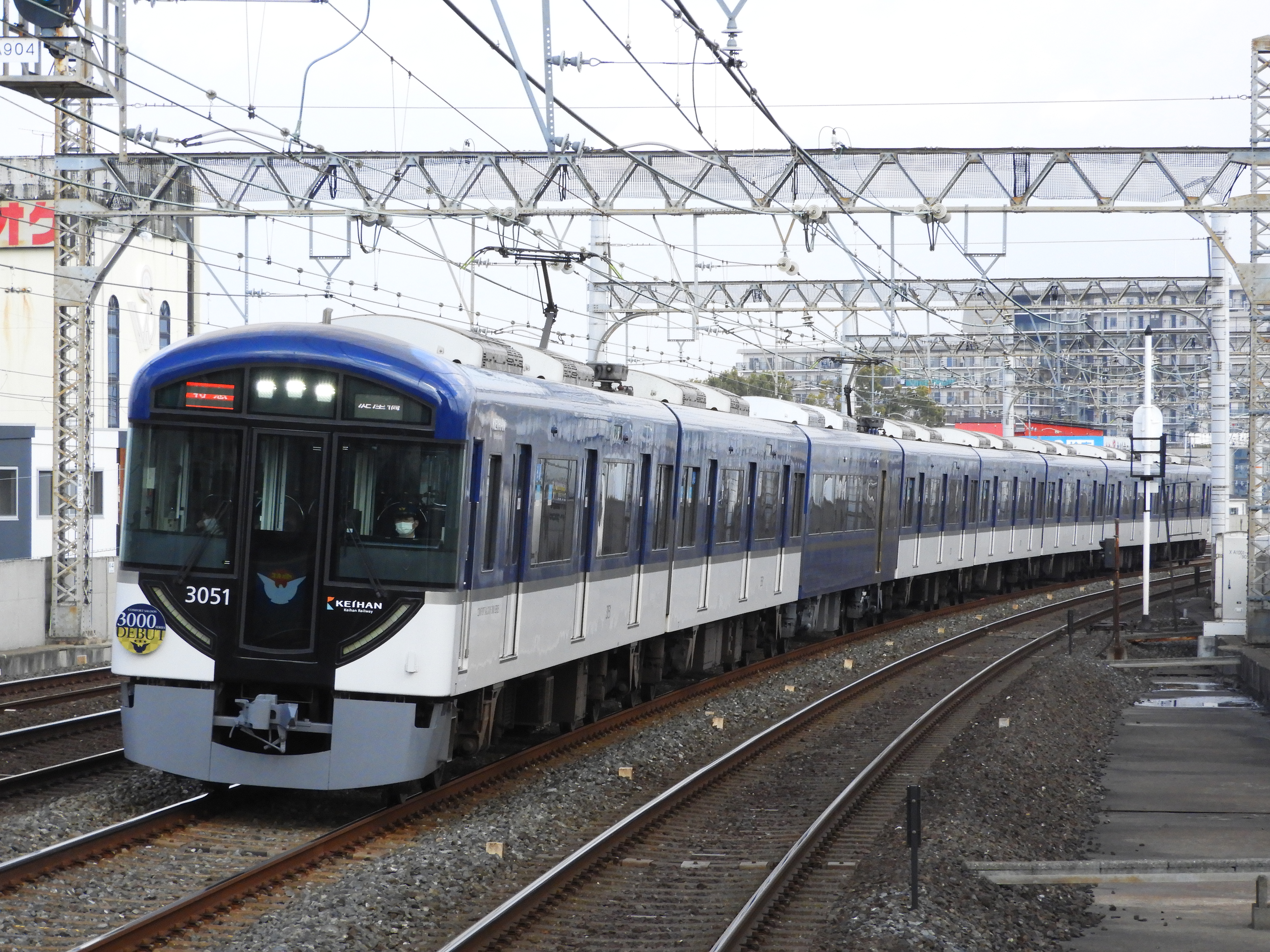
鳩マーク掲出を開始しプレミアムカーが組み込まれた3000系（2代）

  - 初代3000系特急車の形式を受け継ぎ、転換クロスシートを備える「特急クラスの空間デザイン[46]」がなされた3扉車で、中之島線直通快速急行用として登場した。塗色は、紺色基調の「コンフォート・サルーン」色である。
  - 日中の快速急行が廃止された2011年5月28日のダイヤ改定以降は、特急中心の運用となり、中之島線入線や快速急行・通勤快急での運用が大幅に減少した[注 50]。
  - 2017年2月25日のダイヤ改定からは、快速特急「洛楽」にも運用されるようになり、2018年からは正月ダイヤの快速特急にも進出した。
  - 8000系に導入された座席指定特別車両「プレミアムカー」の好評を受けて、本系列にも「プレミアムカー」を新造のうえ導入した。2021年9月のダイヤ改定以降、「プレミアムカー」サービスを実施する快速急行（淀屋橋発着）には本系列が充当され、再び快速急行主体の運用となったものの、2025年3月改正で日中に快速急行が運転されなくなったため現在は特急として入る時間帯が大半を占める。

### 臨時特急使用車両
以下の車両は京阪が臨時特急使用車両として指定していた形式である。ただし、車両運用の都合により他形式が充当される場合もあった。カッコ内は臨時特急に優先的に使用された期間を表す。
なお、1700系・1800系・1900系はこの時点で既に特急専用車の座を後継系列に譲り一般車化されている。
- 1700系・1800系（初代）（1963年 - 1966年）
- 2200系（1966年 - 1971年。ただし、2000系が充当されることも多々あった）[注 51]
- 1900系（1971年 - 1983年。2200系・2400系[注 52]も冷房が必要な時期を中心にしばしば使用された）
- 6000系（1983年 - 1993年）
- 7000系（1993年 - 1995年）
  - 1995年6月19日のダイヤ改正より7両編成車両各形式（5000系を除く[注 53]）に、1998年4月28日の特急全列車8両編成化により8両編成車両全形式に変更。
  - 特急専用車→9000系→一般車の優先順位で、それぞれの予備編成を充当。一般車は極力新しい車両もしくは改修工事を受けて間もない車両を優先的に使用。

現在は一般車（6000系全編成）8両編成の運用が基本であるほか、2017年3月から13000系20番台7両編成が優先運用される。

### プレミアムカー

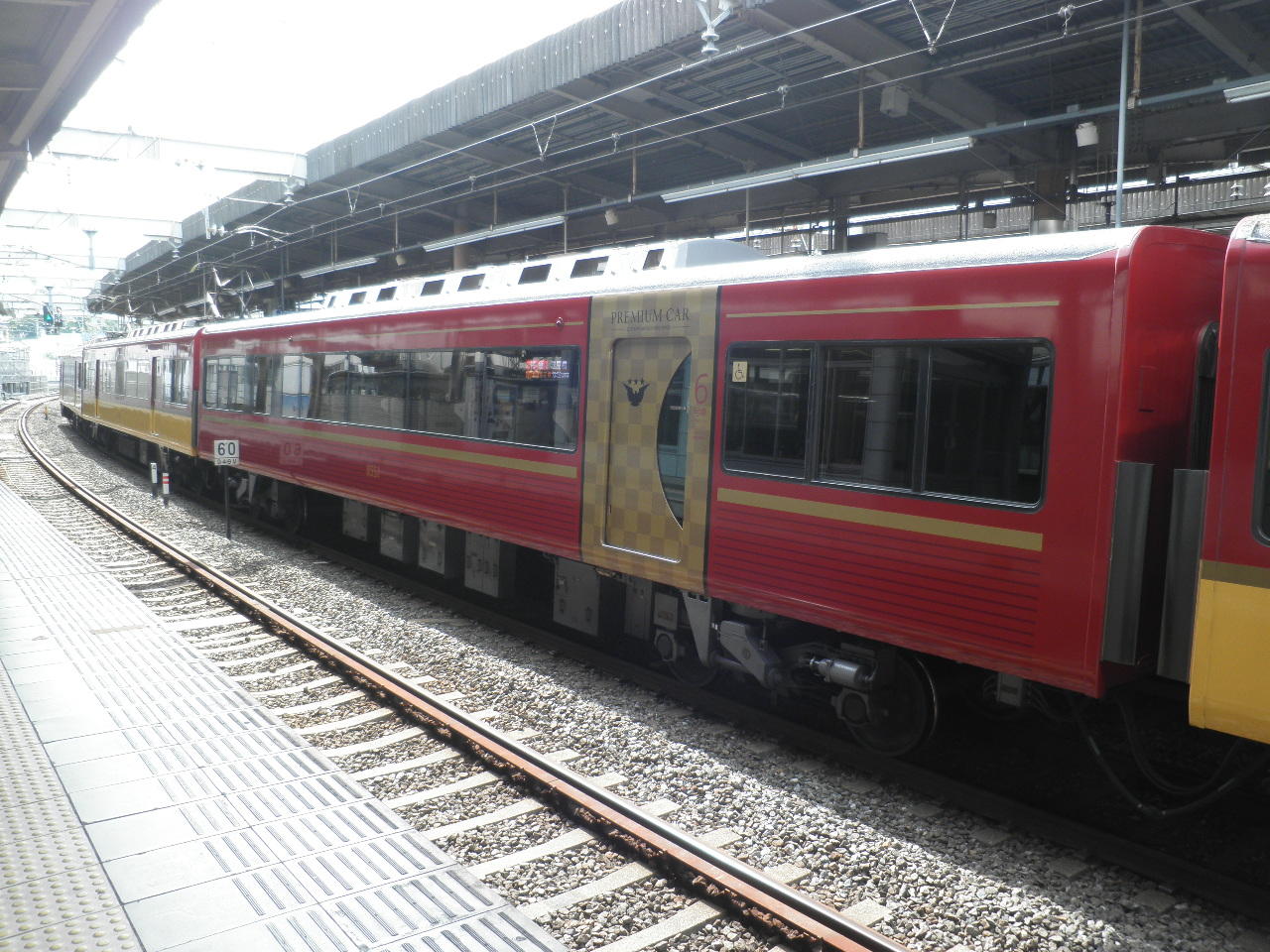
8000系プレミアムカー

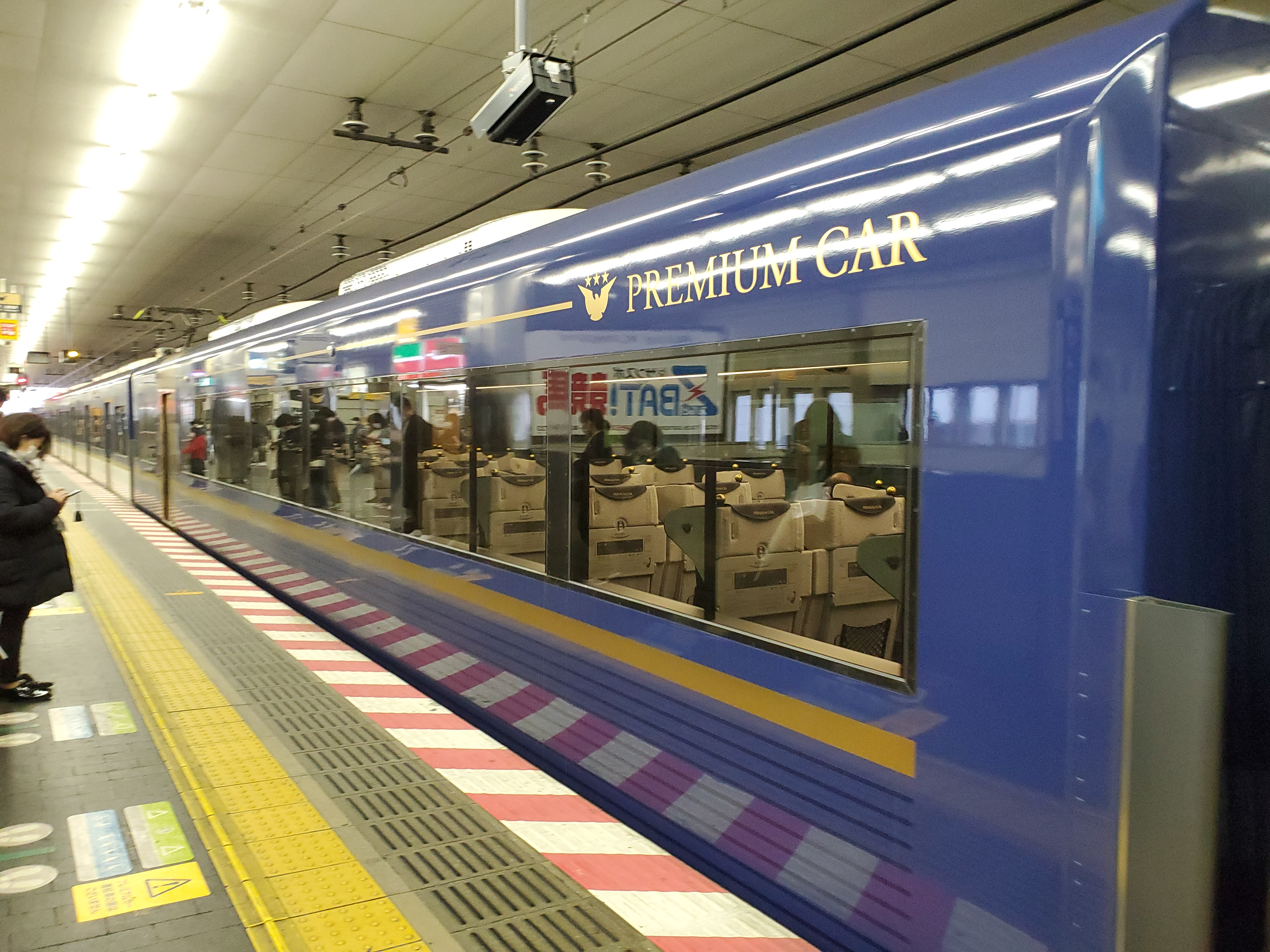
3000系プレミアムカー

2017年8月20日より導入された有料座席指定特別車両である。利用方法は#有料座席指定サービスを参照。

#### 8000系へのプレミアムカー導入までの経緯
2015年9月30日、2017年上半期をめどに、有料の座席指定車両「京阪特急プレミアムカー（仮称）」を8000系特急に導入すると発表した。投資額は約16億円。
利用者から「追加料金を払ってでも座りたい」といった要望があったほか、2013年に発足された「鉄道活性化委員会」において、当時の総務課長が座席指定席やリクライニングシートの導入を提案したことから、具体化へ動き出した。プロジェクトチームは名古屋鉄道など各地の有料特急を乗って回り仕様や乗車率を調べ、内装担当者はJR東日本「成田エクスプレス」や新幹線などを研究した。
2016年9月1日、名称が「プレミアムカー」に正式決定し、車両の改造工事・組込み作業を経た上で、2017年8月20日のダイヤ改定より営業を開始した。
「プレミアムカー」改造工事開始に伴い、2016年9月24日から8000系5編成が7両に短縮され、2017年2月25日から同年8月18日までは8000系全編成が7両となった。一連の改造工事・組込作業は、営業開始日である同年8月20日までに完了した
8000系の6号車（京都側から6両目）の大阪方の扉を埋めて、京阪特急伝統の赤色を基調に、特別車両としての存在感をより際立たせる金色を扉周りに配した外観、「静寂の月夜」を空間イメージとし、漆黒色と生成り色を基調とした落ち着きある空間に、月光のきらめきを表す金色をアクセントカラーとして配した内装に改め、「鳩」に三つ星を加えたエンブレムを車内外にちりばめた、有料座席指定特別車両「プレミアムカー」とした。

#### 車内
エントランスと客室を隔てるスモークガラスのパーティションが設けられ、一層落ち着いた空間となった車内には、枯山水をイメージしたカーペットが敷かれ、プライベート感を高める大型ヘッドレスト・ヘッドカバーを備えた「プレミアムカー」オリジナル仕様の回転式リクライニングシートが2+1列で配置される。座面幅は460mm（現行430mm）、座席幅は600mm（1人あたり）、背もたれの高さは770mm（現行640mm）、座席間隔は1,020mm（現行920mm）、リクライニング角度は最大20度で、座席定員は40名である。全席電源コンセント（許容電流2A）を完備し、一部の席を除き大型テーブルが使用可能となっている。専属のアテンダント（全日本空輸子会社のANAビジネスソリューションに委託）が乗務しており、観光案内などのきめ細かなサービスが提供される。
天井付近には微粒子イオン発生器「ナノイーX」を、足下にはフットライトを備えるほか、無料Wi-Fiサービス「KEIHAN FREE Wi-Fi」が利用可能であり、エントランス付近には大きな荷物に対応するラゲッジスペースが設けられている。
車内は種別を問わず座席指定である性質上、優先座席は設定されていない。また、エントランスと客室が完全に分離された構造ではないため、この車両に限り携帯電話の使用ルールは「マナーモードに設定、通話は自粛（混雑時電源オフのルールは非適用）」に統一されている。

#### 「プレミアムカー」サービスの拡大
2018年7月9日、プレミアムカーを3000系にも拡大予定であると一部マスコミが報道し、同年11月8日に3000系へのプレミアムカー導入が公式発表され、2021年1月31日のダイヤ変更に合わせて営業を開始した。
8000系プレミアムカーの仕様を踏襲しつつ、3000系と調和する紺色（エレガント・ブルー）と金色の外装とした新造車で、出入口扉を両開きとすることで全座席の側窓形状を統一、さらなる座り心地向上のため座席クッションを調節し、座席間隔を20mm拡大した1,040mmとした。また、パーティションの構造を見直して大型テーブルの使用が可能な座席を増やし、京都方車端部4席にのみ背もたれヒーターが設置された。なお、フットライトは廃止された。

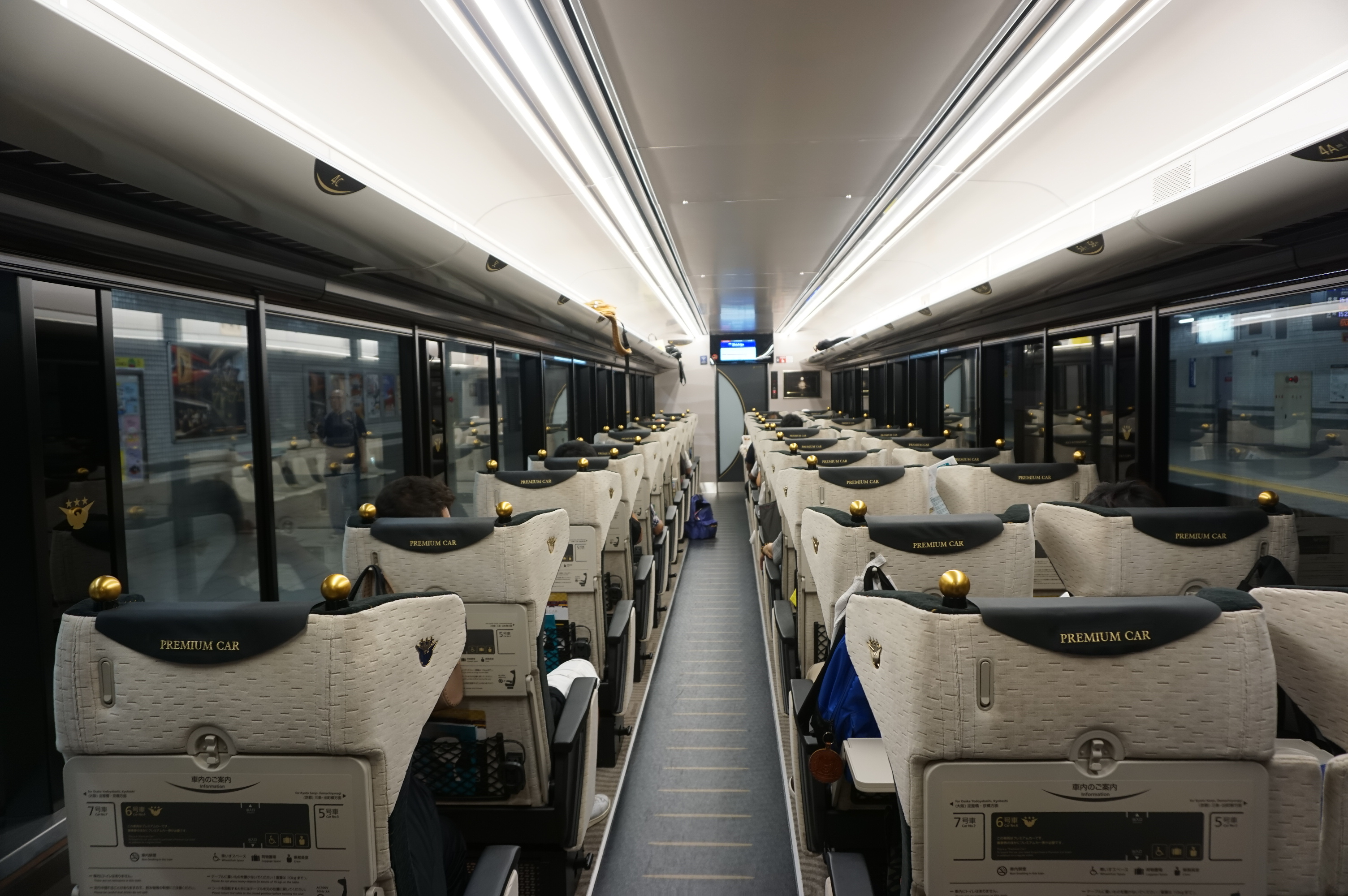
プレミアムカーの車内（8000系）
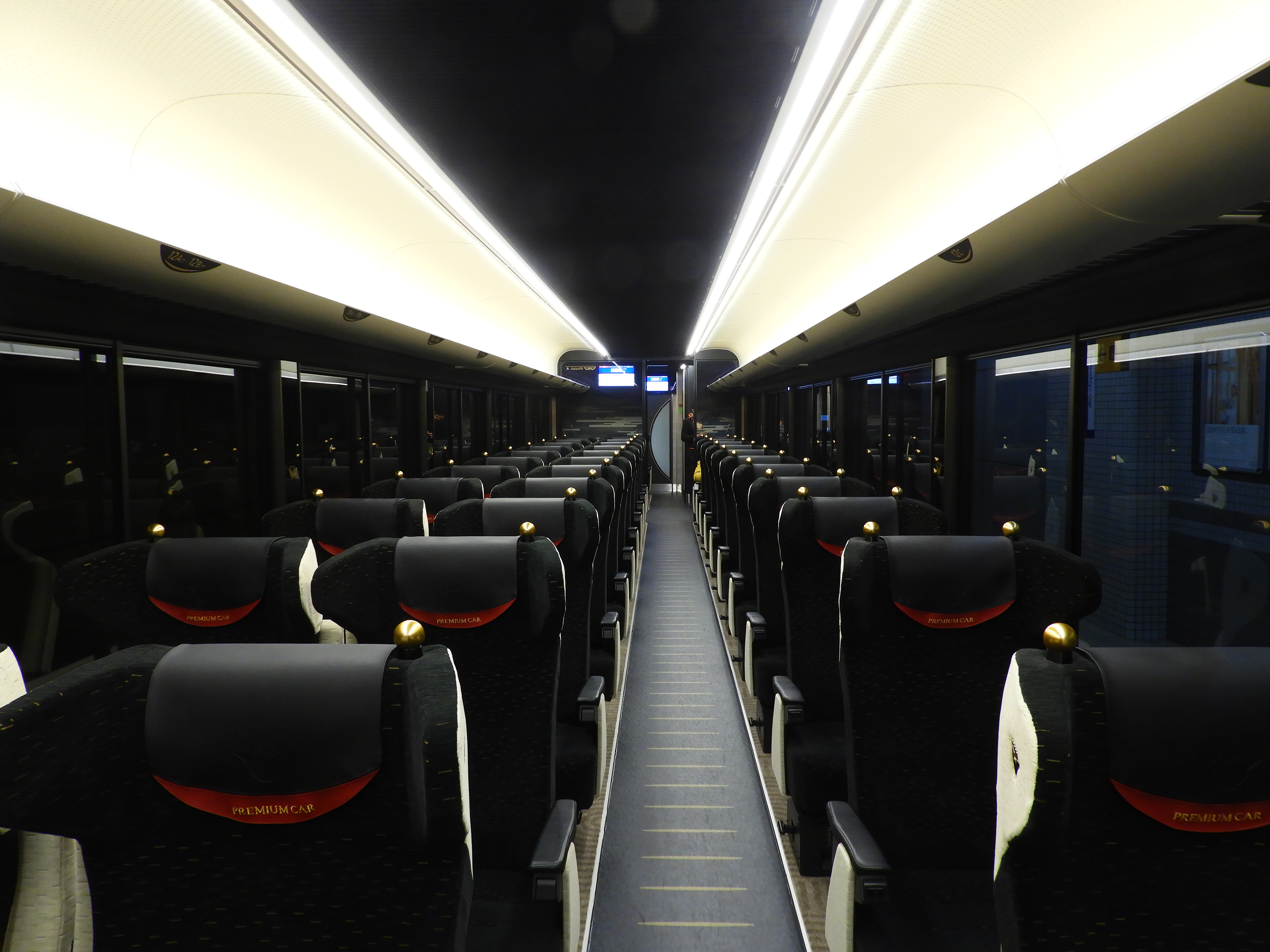
プレミアムカーの車内（3000系（2代））
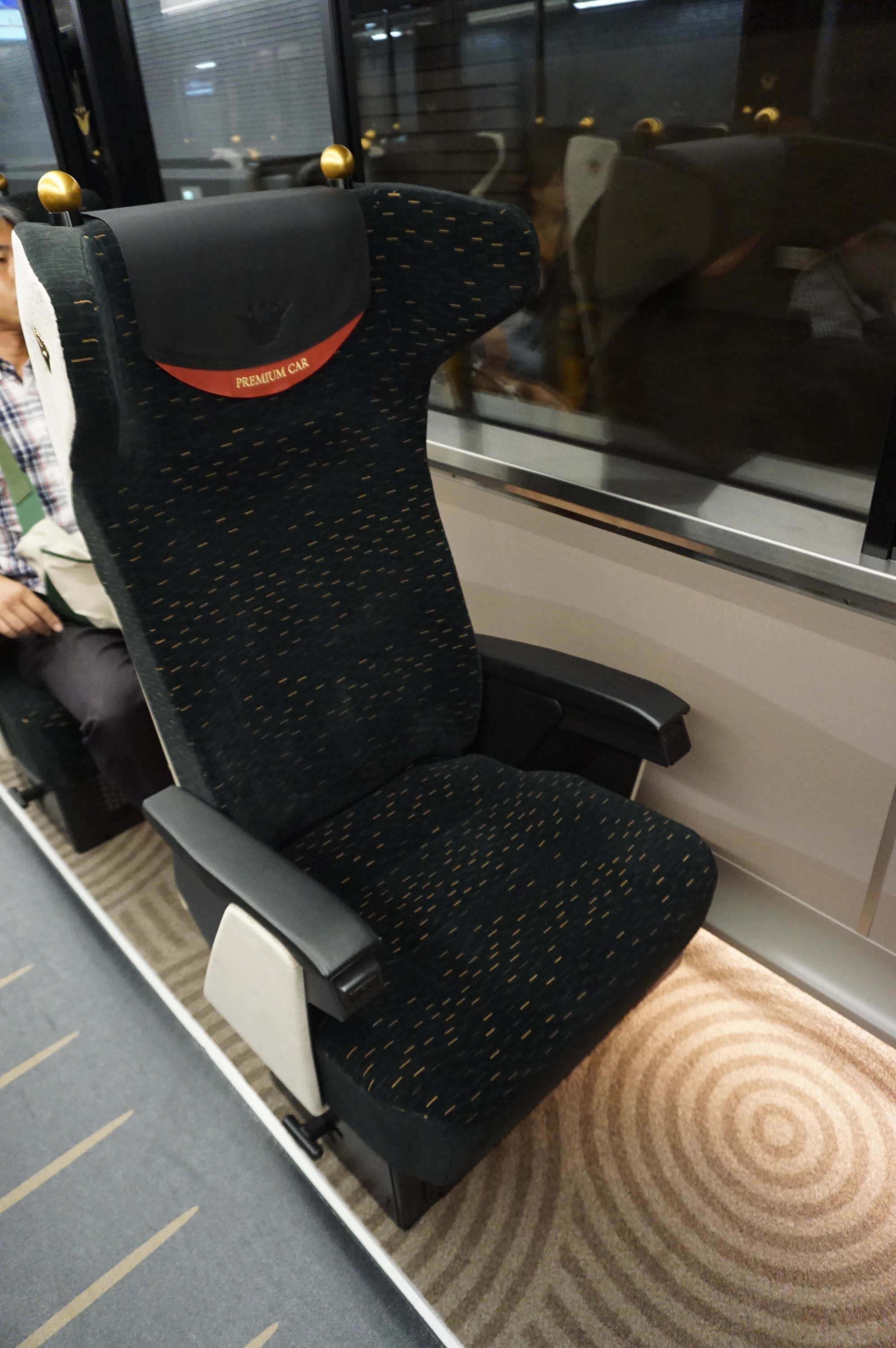
プレミアムカーの座席
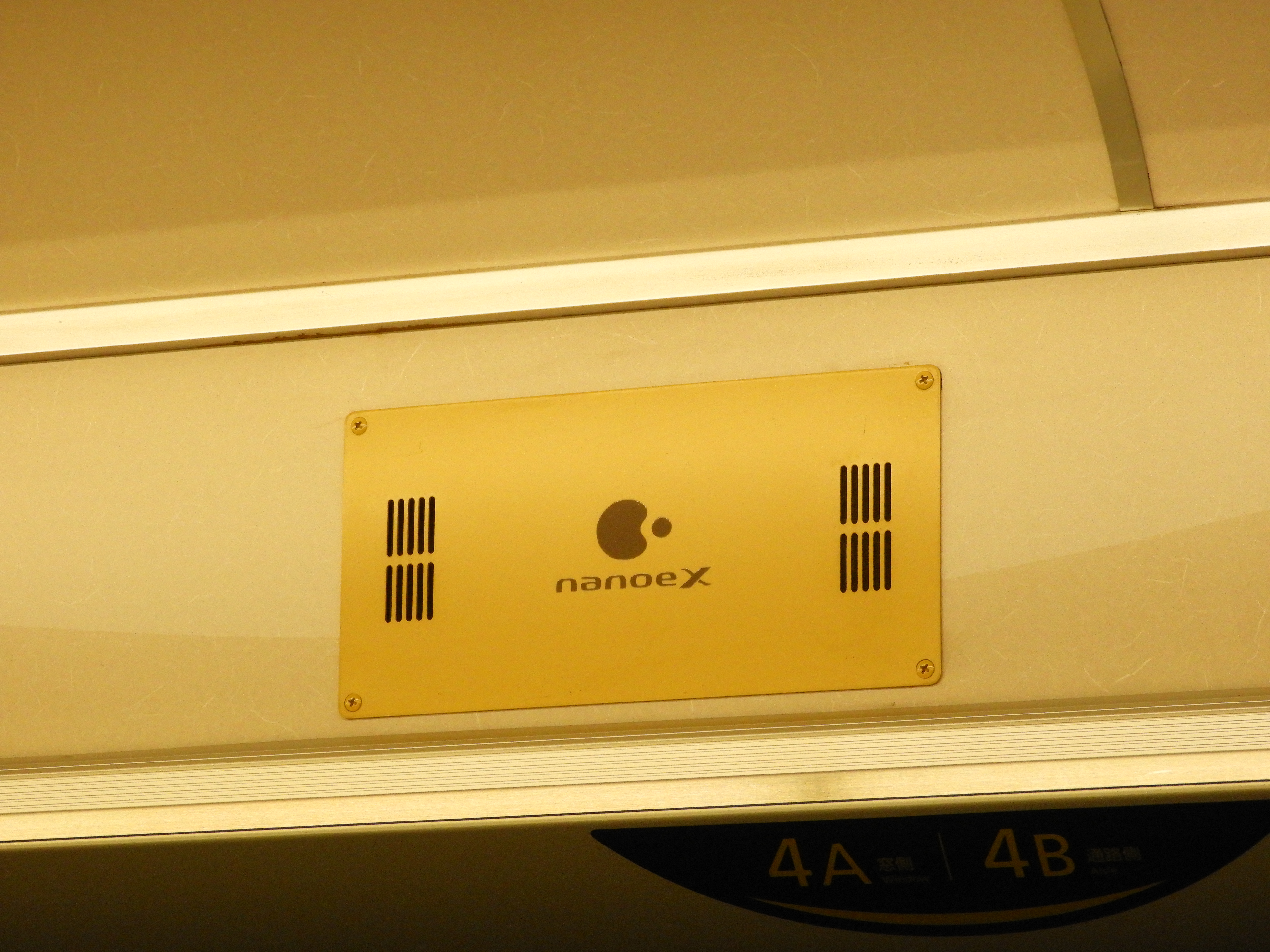
車内に搭載されている「ナノイーX」
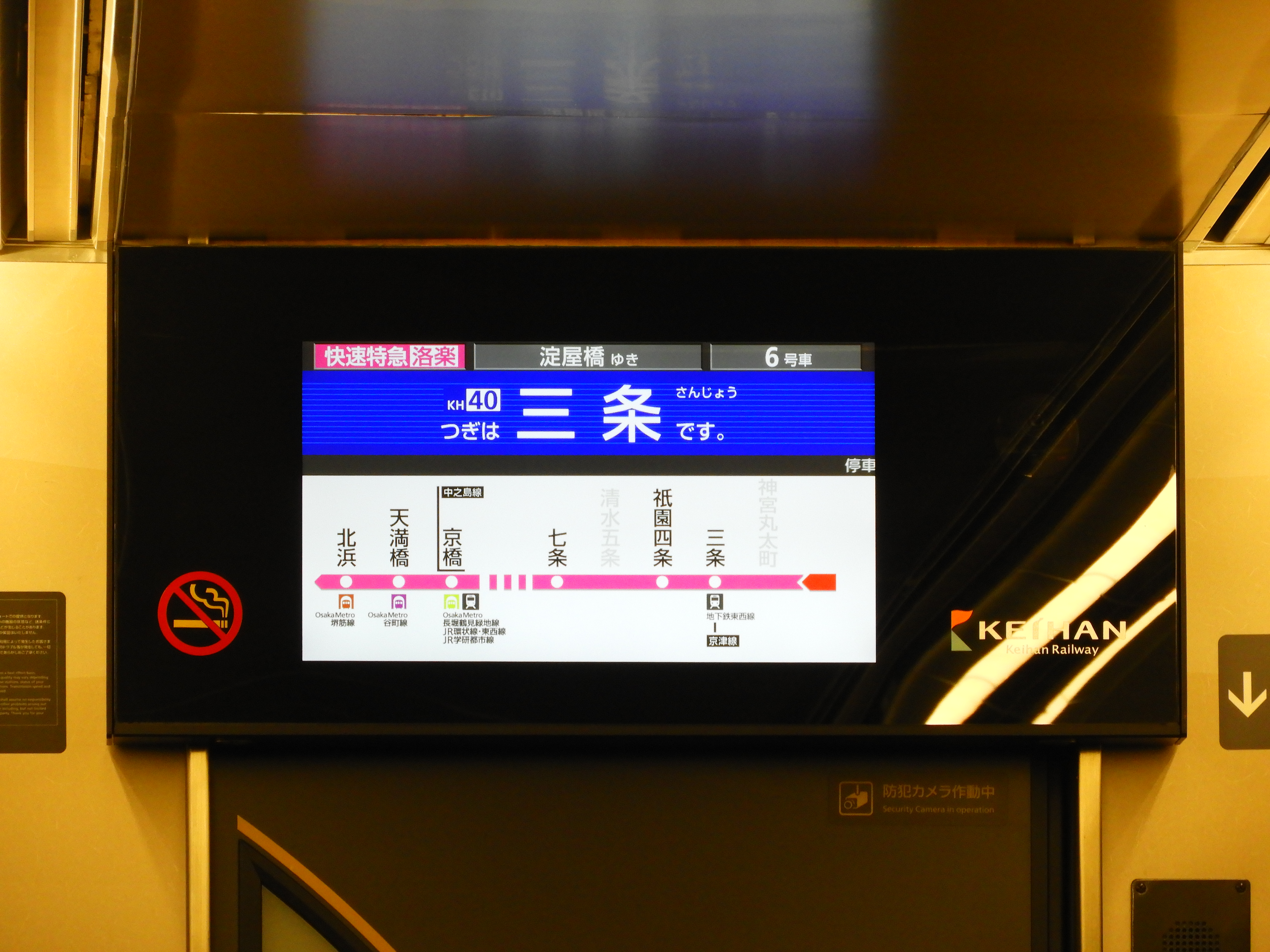
車内に設置されている大型液晶ディスプレイ（LCD）
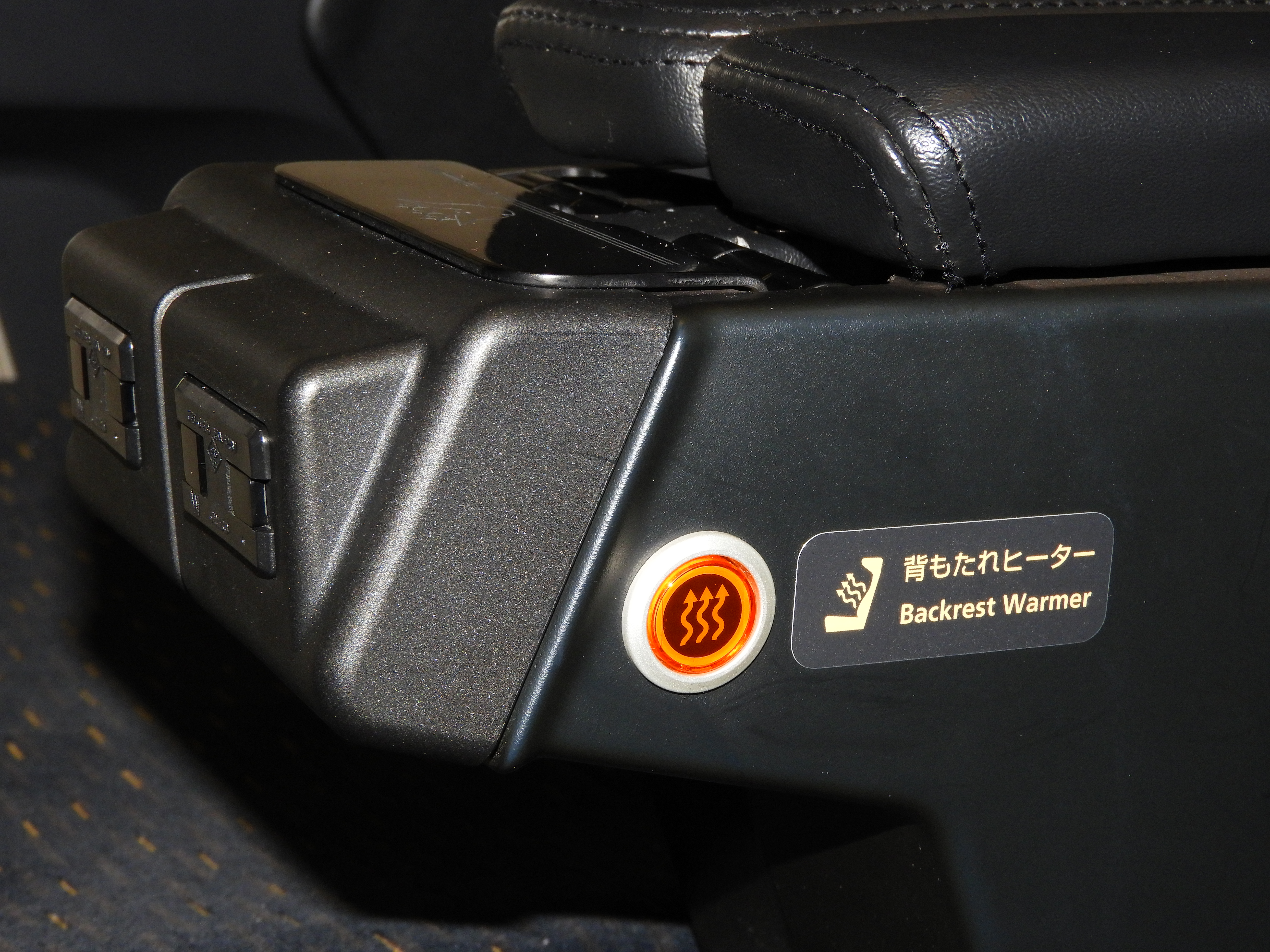
3000系（2代）出町柳側の4席のみに設置された背もたれヒーターの操作スイッチ

## 有料座席指定サービス
「プレミアムカー」導入に合わせて、有料座席指定サービスを開始した。プレミアムカー（6号車・指定席）への乗車には、乗車券の他に「プレミアムカー券」が必要となる。後述のライナーを除き、プレミアムカー以外の車両については従来通り乗車券のみで利用可能である。
ライナーは全車両座席指定で、ライナー席（プレミアムカーを除く7両）への乗車には乗車券の他に「ライナー券」が必要となる。ライナーのプレミアムカーへの乗車にはプレミアムカー券のみが必要（ライナー券は不要）となる。なお、ライナー席は8000系1編成あたり約400席で、車端部のロングシートはライナー券を発売するが、ダブルデッカー2階の進行方向逆向きとなる座席はライナー券の発売を行わない。
ダイヤ乱れなどでプレミアムカーを連結しない編成での代走となった場合、プレミアムカー券は発売中止となる。やむを得ずプレミアムカーを連結しない列車がプレミアムカー連結編成での運行となった場合や、座席指定サービスが中止となった場合、プレミアムカーは締切扱いとなるほか、ライナーを臨時特急に変更して運転する場合がある。

### 購入

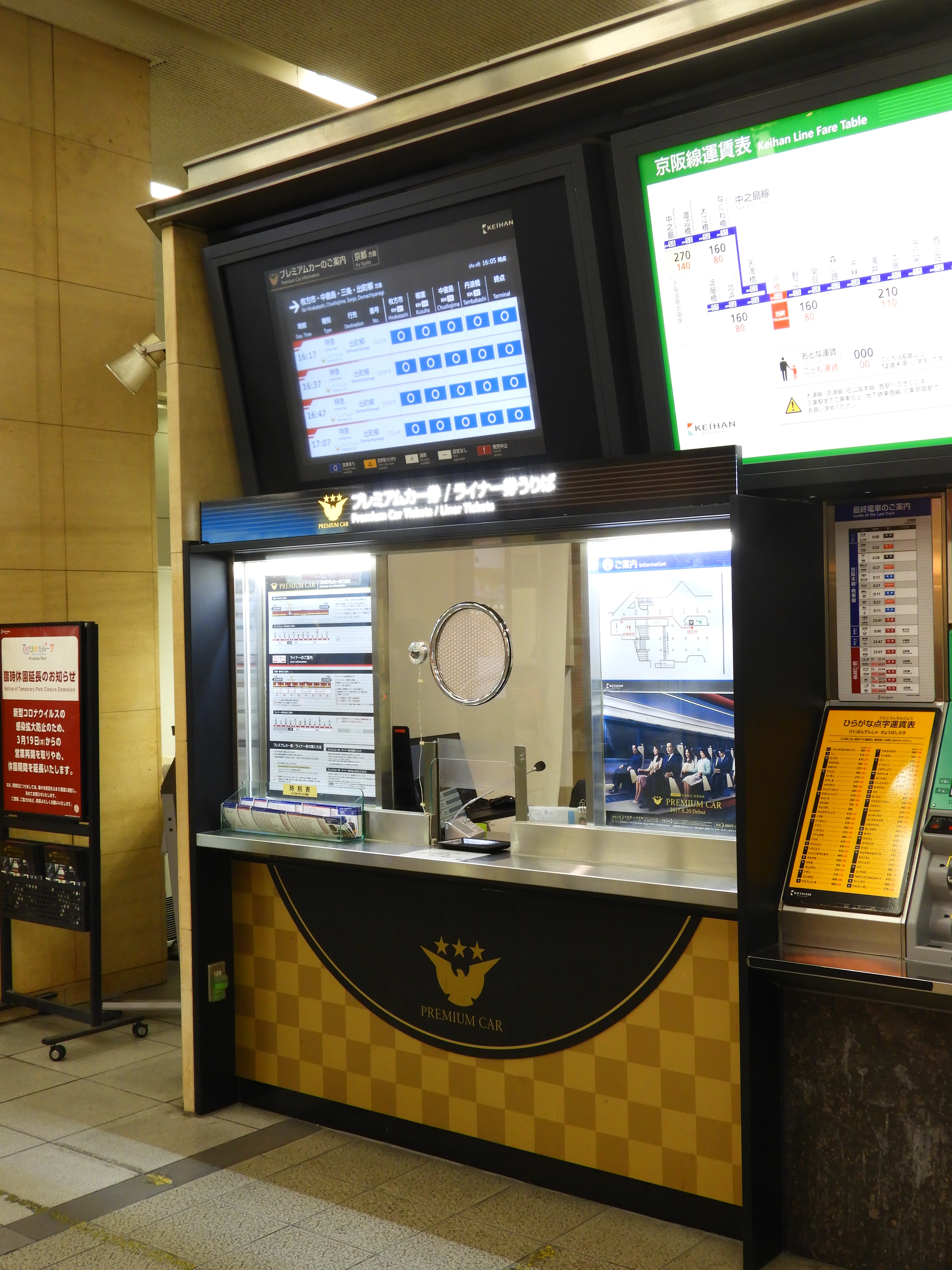
京橋駅のプレミアムカー券販売窓口

プレミアムカー券・ライナー券は、会員制インターネット予約専用サイト「プレミアムカークラブ」または「プレミアムカー券・ライナー券うりば」（快速急行停車駅のインフォステーション・窓口など）にて、乗車14日前の午前10時から列車出発時刻の3分前（ネット予約は1分前）まで購入可能である。また、特急停車駅のホーム乗車位置付近やコンコースに設置の「プレミアムカー券・ライナー券キャッシュレス券売機」でも、直近の5列車まで購入できる。クレジットカード、PiTaPaなど各種交通系ICカード、電子マネー、QR決済など多様な決済手段に対応している。
プレミアムカーの乗車口付近には、空席状況の案内モニターが設置されており、空席がある場合には車内でアテンダントに申告することによりプレミアムカー券を購入できる。

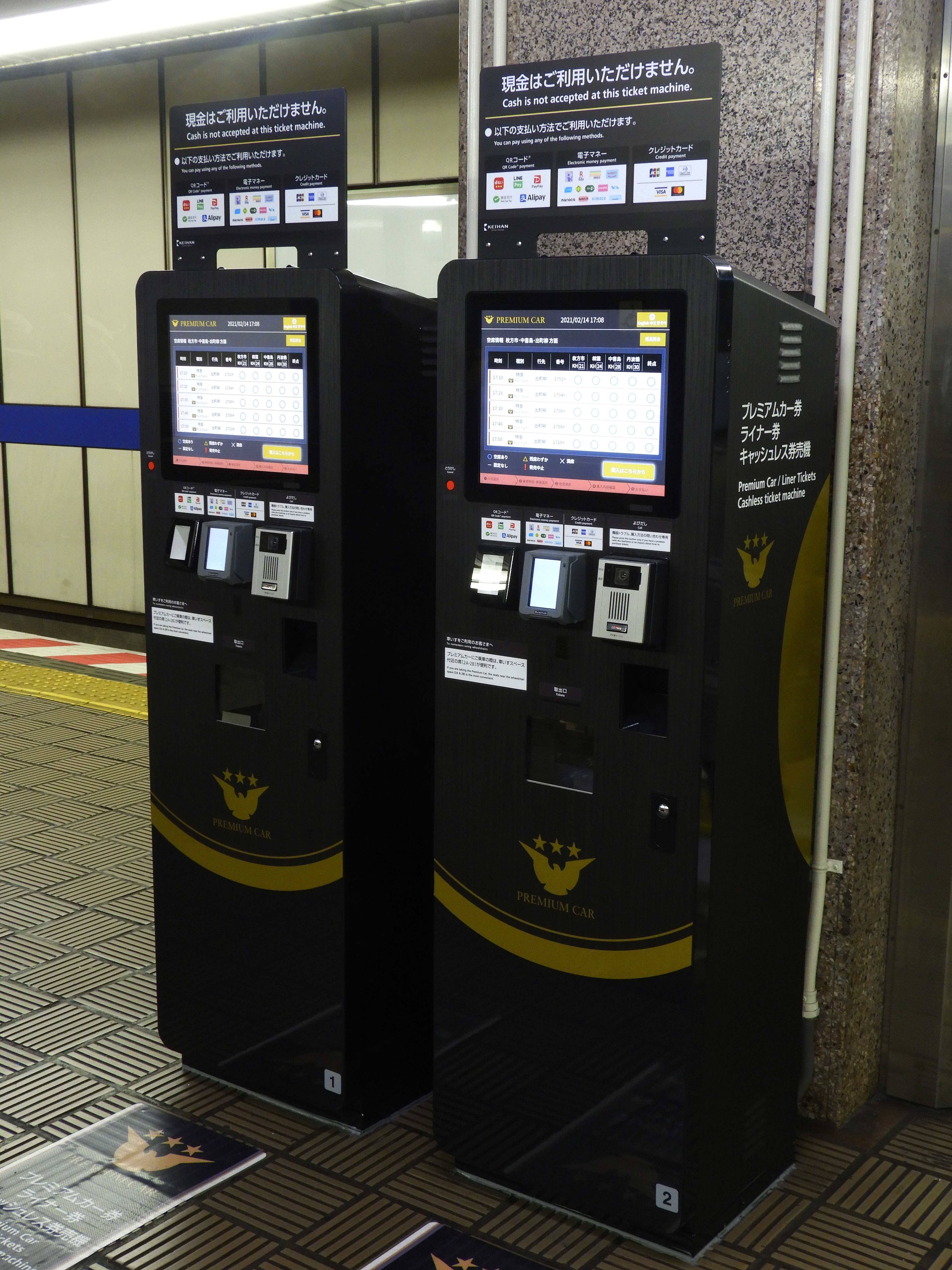
プレミアムカー券・ライナー券キャッシュレス券売機（淀屋橋駅）

### 料金
| キロ程     | プレミアムカー | ライナー |
| ---------- | -------------- | -------- |
| 34 km まで | 400            | 300      |
| 34 km 超   | 500            | 380      |

サービス開始から2018年9月15日ダイヤ改定までは、平日早朝および土休日の朝・夜に8000系で運転する急行が設定されており、プレミアムカーの営業も行っていた。ただし、一部駅の空席案内モニターには表示されていなかったほか、特急停車駅でのみの発売だった。
- ライナーは七条駅 → 出町柳、京橋駅 → 淀屋橋駅間はライナー券なしで乗車可能。但しプレミアムカーは対象外。淀屋橋→京橋、出町柳→七条は乗車専用駅となる。

## 鳩マーク・愛称板

### 鳩マーク

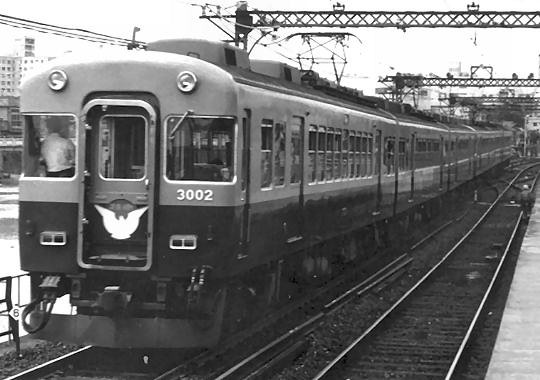
原型（デビュー当時）の3000系（初代）1次車。貫通扉に「鳩マーク」を内蔵

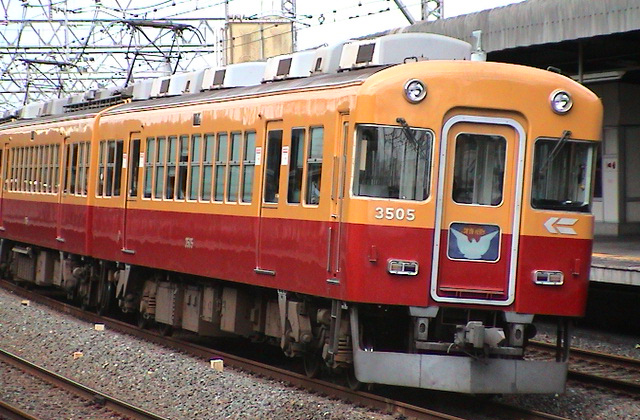
3000系（初代）更新車。鳩マークはアクリル板となり“取り外し”が可能となった

- 鳩をデザインした京阪特急のシンボルマーク（以下、鳩マーク）は公募で選出されたもので、沿線にある石清水八幡宮で鳩が神勅の使いとされていることがその由来とされる。
- 「鳩マーク」は“京阪特急の象徴”であると共に、旅客に特急列車であることを容易に認識させる役割を担い掲出される。
  - 特急専用車では、1900系まで金属製の板で、貫通扉に取り付けられた金具に吊り下げて掲出していた。特急以外の運用に就く場合は、車体と同じ色に塗られた面を表にして隠していた（裏鳩）。通勤用車両にも代走や代用特急[注 65]・臨時特急への運用を考慮し、5000系（第4編成まで）以前の主な車両の貫通扉にこの金具が装備されており、実際に2200系が貫通扉に鳩マークを掲出した事があるが、600系（2代）の630型〈旧1650型〉には装備されなかった例外もあった。正面行先表示器の設置に伴い、通勤用車両には鳩マークが掲出されなくなった[注 66]。
  - 3000系（初代）では歴代特急専用車で初めて貫通扉内蔵型の電照式となり、特急以外の運用では車体と同じ色に塗られた鉄板（鳩隠し）を被せて隠していた。後継の8000系でも「鳩マークの内蔵」は受け継がれ、方向幕と同様の電動幕式となった。また、3000系（初代）は更新工事の際に新設された正面行先表示器[注 67]の前にアクリル板を差し込んで鳩マークを掲出する方式に改められ、偶然にも1900系までの専用車と同じく取り外し式となった。2012年9月には引退イベントの一環で登場時の電照式鳩マークを再現しつつ、特急以外の運用時には取り外し可能なものとされ、「クラシックタイプ」として竣工した。「鳩隠し」も再現され、臨時列車運行後の回送時に使用された。
  - 特急専用車は快速特急（かつてのK特急を含む）運用時にも鳩マークを掲出する。ライナー運用時は掲出されない[59]。
  - 2017年8月から順次、3000系（2代）の先頭車前面に液晶ディスプレイと快速特急「洛楽」運用時に点灯する装飾灯を設置し、9月中旬より鳩マーク[60]や月と霞をモチーフとした「洛楽」ロゴマークの掲出およびアニメーション表示が開始された。「洛楽」運用時には鳩マークが掲出されない。これに伴って車番やCIロゴが左右に移動している[61][62][63][64]。

### 愛称板
本項では、愛称付きの快速特急・臨時特急・特急専用車使用の臨時列車および掲出されるヘッドマーク（副標識）について、以下「愛称板」と表記のうえ記述する。

#### 快速特急
2012年、京橋駅 - 七条駅間ノンストップの快速特急に「洛楽」（らくらく）の愛称が与えられた。以降、「洛楽」愛称板を掲出して運転される。使用車両は転換クロスシートを備えた特急専用車および3000系（2代）限定であるが、やむを得ず6000系・9000系（8両編成）での運転となる場合がある。臨時快速特急「洛楽」の場合は、2016年7月から臨時種別標識を兼ねた「臨 洛楽」板を掲出する。
正月ダイヤの「洛楽」愛称板には、西暦とその年の干支のイラストが描かれる。試行的に運転された2014年の正月は「洛楽初詣」という愛称であったが、2015年以降は正月も「洛楽」に統一された。使用車両に3000系（2代）が加わった2018年は、車両のイラストが描かれた。3000系（2代）への「洛楽」愛称板掲出は、液晶ディスプレイの設置に伴い、正月および臨時列車のみとなった。
2014年秋から2017年にかけて、出町柳駅で大原行き特急バスと連絡する列車には「大原連絡」、叡山電鉄の観光列車「きらら」と連絡する列車には「比叡山連絡」「鞍馬連絡」、2018年春には「ひえい」デビュー記念として「八瀬・比叡山へ」と書かれた、イラスト付きの「洛楽」愛称板を掲出した。
快速特急が中書島駅・丹波橋駅にも停車していた時期には、以下の愛称付き臨時快速特急が8000系（新塗装車）にて運転された。
- 光のルネサンス号（2009年12月）「OSAKA光のルネサンス」標識・臨時種別標識（「臨」）を掲出。
- さくらExpress・わかばExpress
  - 2011年春、試行的に快速特急として、臨時種別標識のみ掲出して運転された。

#### 臨時特急

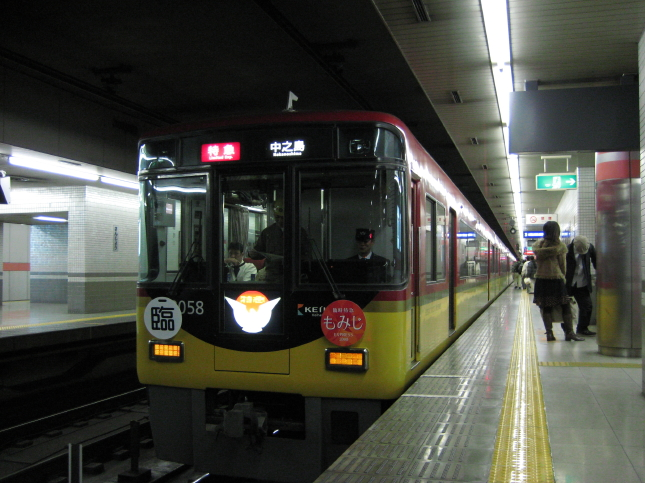
中之島行き臨時特急「もみじExpress」（三条駅）

2005年以降、行楽期の臨時特急に、毎年デザインの異なる季節に応じた愛称板を掲出して運転。2006年春は愛称板を正面左右に2枚掲出、同年秋以降は愛称板と臨時種別標識を掲出して運転された。特急専用車のほか9000系、6000系、7200系、3000系（2代）も使用された。
愛称は以下の通りであった。
- さくらExpress（2006年までは“桜Express”）
- わかばExpress
- もみじExpress

2002年春には、臨時特急に代わり、8000系を使用した臨時「京都ロマンス快速」が上りのみ運転された。当時、朝ラッシュ時下り以外の特急は通過していた枚方市駅にも停車した。種別幕は「臨時」で、正面左右にはデザインの異なる愛称板を2枚掲出、さらに鳩マークを掲出した。同年秋には愛称を「もみじエクスプレス」とし、下りも運転された。この時以降、愛称板は1枚掲出となった。2003年春には「桜エクスプレス」「わかばExpress」として上りのみ運転され、これらの愛称は上記の臨時特急に受け継がれた。

## 特急運用上の特色
- 1986年頃[67]以降、1997年までは特急車は定期ダイヤでは特急以外の列車に使用されることはなく、突発的な車両交換や、競馬開催時や夏季の祭事時の臨時列車、正月ダイヤで急行以下の列車に使用される場合を除き、車両基地への出入庫は全て回送列車で行っていた[注 69]
- 2000年以降、通勤車運用による特急が特急車運用の急行以下の列車を追い抜くという光景が見られたこともあった。
- 快速特急「洛楽」・ライナー・特急・通勤快急・快速急行の始発・終着駅（淀屋橋[注 70]・中之島・出町柳駅）でのドア扱いは、独特の手順を践んで行われる。乗客の降車を確認後、一旦扉を閉めて車内整理（簡易清掃のほか、車両によっては転換クロスシートの方向転換および補助椅子の施錠）の後、扉を開けて乗車を促すアナウンスを行う。折り返し時間に余裕がない場合や、回送で到着した場合は、車内整理とその前後のドア開閉は省略される。2017年2月25日のダイヤ改定前日までは、一旦手前の停止位置に停車し、降車・車内整理の後、正規の停止位置に移動してから扉を開けていた[68]。
- 長らく特急は臨時列車であっても大阪側は淀屋橋駅発着を原則としていた。祇園祭や五山送り火に合わせて平日夕方ラッシュ時に臨時特急を運転する際には、運転時刻が接近する区間急行や普通を淀屋橋駅発着から天満橋駅発着に変更していた。1998年5月から1999年にかけては、一部が京橋始発で運転され、増備されたダブルデッカーへの着席チャンスを提供した。2000年正月以降は淀屋橋駅発着とし、同年7月1日のダイヤ改正より祇園祭および大文字五山送り火の臨時特急のみ天満橋駅発となった。特急が10分ヘッドとなった2003年以降は天満橋駅発着が増加した。2008年の中之島線開業後、臨時特急は原則中之島駅発着となったが、2011年3月より上りのみ原則淀屋橋駅発に戻るとともに、臨時快速特急（中書島・丹波橋駅停車）の運転を開始した。なお、中之島線開業後には枚方市駅始発の臨時特急出町柳行きが突発で運転された実績がある。
- 2005年10月23日には競馬客対応のため特急淀屋橋行き4本が急遽、淀駅に臨時停車。2009年5月3日にも競馬客対応のため特急の淀駅臨時停車を実施した[69]。
- 中之島線開業後、競馬開催時には特急停車駅ではない淀駅始発の臨時特急淀屋橋行きが運転される場合がある[70]。2011年5月28日ダイヤ改定前日までは通常の枚方市駅始発特急の延長運転で、それ以降は全区間臨時列車として設定される。

## 副標識
京阪間ノンストップ（京橋駅 - 七条駅間無停車）時代には、三条駅で連絡する京津線準急（1971年8月以前は急行）を介して、浜大津駅（大津港）で江若鉄道（1969年廃止）や琵琶湖汽船への乗り継ぎに便利な上り列車に以下のような副標識を掲出して運行していた。
- 「比良」（江若鉄道連絡）
  - 夏山シーズンに淀屋橋7時40分発の列車に掲出[71]。
- 「びわこ連絡」「ミシガン（ショウボートまたはナイト）」「ビアンカ」（琵琶湖汽船連絡）
  - 「びわこ連絡」（1989年まで）「ビアンカ」（1990年以降）は琵琶湖開きから11月までの期間に淀屋橋9時発、「ショウボート」は同じ期間に淀屋橋17時発の列車に掲出[71][注 71][注 72]。

また、夏の水泳シーズンに三条駅から琵琶湖畔の近江舞子駅に向かう専用バスに接続する便には「まいこ」、比叡山ドライブウェイ納涼バスに連絡する便には「ひえい」の副標識が掲出された（「まいこ」の副標識には同じ図柄で一部の色が異なる2種類が存在した）。
「まいこ」は1973年8月を最後に掲出を終了。「比良」は江若鉄道の廃止後もその代替交通となった江若交通バスへの連絡便に掲出されたが、1974年7月の国鉄湖西線開通に伴い掲出を終了。琵琶湖汽船連絡の副標識も1997年に京都市営地下鉄東西線の開通に伴い、京津線と京阪本線との接続が断ち切られたことで掲出は行われなくなった。
2003年から1年間、京阪本線の淀屋橋駅延長40周年を記念して1900系1編成の特別塗装（特急色への塗り替え）が実施された際には、2004年にファイナルイベントとしてこれらの副標識を掲出し、7年ぶりの「復活運行」となった。また、2008年12月20日に1900系が「ラストラン」を行った際にも、特急色に復元された1929編成が「びわこ連絡」の副標識をつけて「リバイバルびわこ号」、一般色の1919編成が「比良」の副標識をつけた「リバイバル比良号」として運行された。

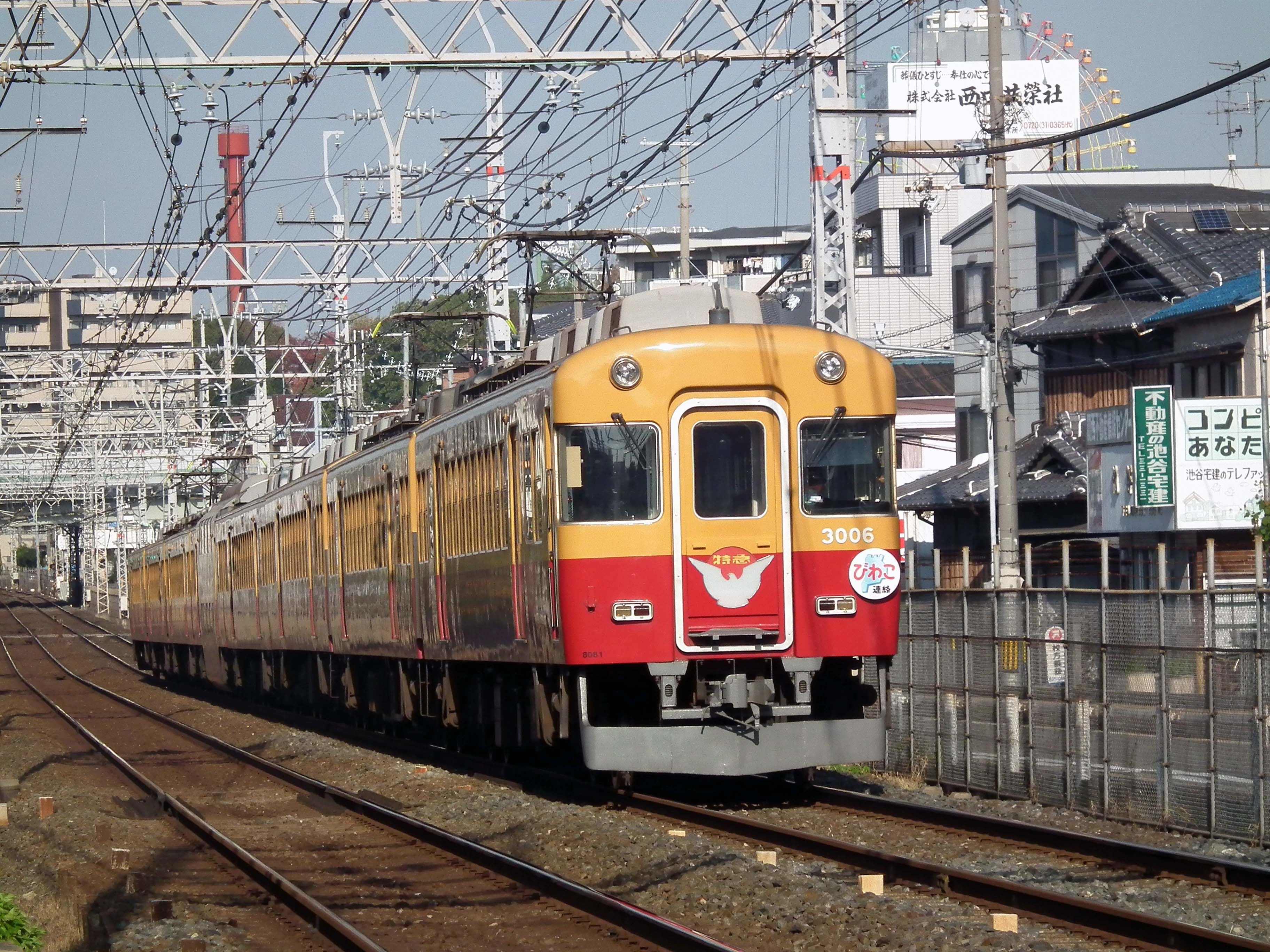
3000系（初代）による復活「びわこ連絡」特急

2012年には、3000系（初代）の引退に伴う関連イベントとして、「びわこ連絡」「ミシガン」が職人の手書きによって復元され掲出された。2014年の4月19日から6月29日までの土休日には、淀屋橋9時発の定期特急列車を「比叡山きらら連絡特急」として、ヘッドマークを掲出して運転、出町柳駅で叡山電車「新緑・比叡山きらら」号（出町柳駅10:07発八瀬比叡山口行き）に連絡した。
1969年まで沿線の特急停車駅付近での催事にちなんだ「ルーブル号」などの副標識が特急に掲出されていた。2008年、3000系（2代）にて掲出が再開され、これまでに「水都大阪2009」「ルーブル美術館展」や「長谷川等伯展」の副標識が掲出された。

## 京阪特急に関する楽曲
- 1958年に三木鶏郎が作詞・作曲し、楠トシエとホアーコインズが歌うコマーシャルソング『京阪特急』が発表された（淀屋橋駅まで延長された1963年に歌詞を一部修正）。
- 2003年春に三浦理恵子が「中之島ゆき」名義で『出町柳から』『朝靄の京橋で乗り換え』を歌い、京阪電気鉄道が設立したレコードレーベル「淀屋レコード」から発売した。

### 発車メロディ
- 1971年8月15日改正に合わせて、シンセサイザー音源による『フィガロの結婚』のアレンジ曲が特急専用発車メロディとして淀屋橋駅に導入される。臨時特急の場合は一般用メロディが流れ、これらは日本初の発車メロディとされる。1972年正月からは三条駅にも導入され、1989年10月の鴨東線開業後は出町柳駅にて使用される[注 73]。
- 1995年12月25日より、3000系（初代）ダブルデッカー車のデビューに合わせて、『フィガロの結婚』から『牛若丸』のオルゴール風アレンジ曲に変更される[3]。
- 2007年6月17日より向谷実作曲による発車メロディが導入される。上りが京風、下りが都会的な曲調となっており、駅ごとに異なる曲を順につなげて聴くと1曲になる。淀屋橋駅[注 74]・天満橋駅・京橋駅・枚方市駅・樟葉駅・中書島駅・丹波橋駅・三条駅・出町柳駅・私市駅・宇治駅[注 75]に特急用メロディ[注 76]が導入され、この時から臨時特急も特急用メロディを使用するようになる。2017年8月3日からは快速特急「洛楽」専用メロディ[注 77]が追加される。かつては、K特急・快速特急に限り、京橋駅上りでは『朝靄の京橋で乗り換え』、出町柳駅では『出町柳から』のアレンジ曲が使用された。
- 2008年10月19日のダイヤ改正で登場した快速急行・通勤快急は、専用メロディを持たず、一般列車用のものを使用する。
- 2008年10月より、京都競馬場の多客時に運転される淀駅始発の下り臨時特急用発車メロディとして「フィガロの結婚」の使用が再開される。

### 車内チャイム・ジングル・自動放送
- 2008年10月の中之島線開業に合わせて、向谷実作曲のジングルが流れるようになる。ジングルは始発駅発車前・主要駅発車後・主要駅到着前で曲が異なる。
- 2018年3月10日より、車内放送の4か国語化開始に伴い、タブレットによる簡易型の自動放送装置が導入されている[73]。

## 看板

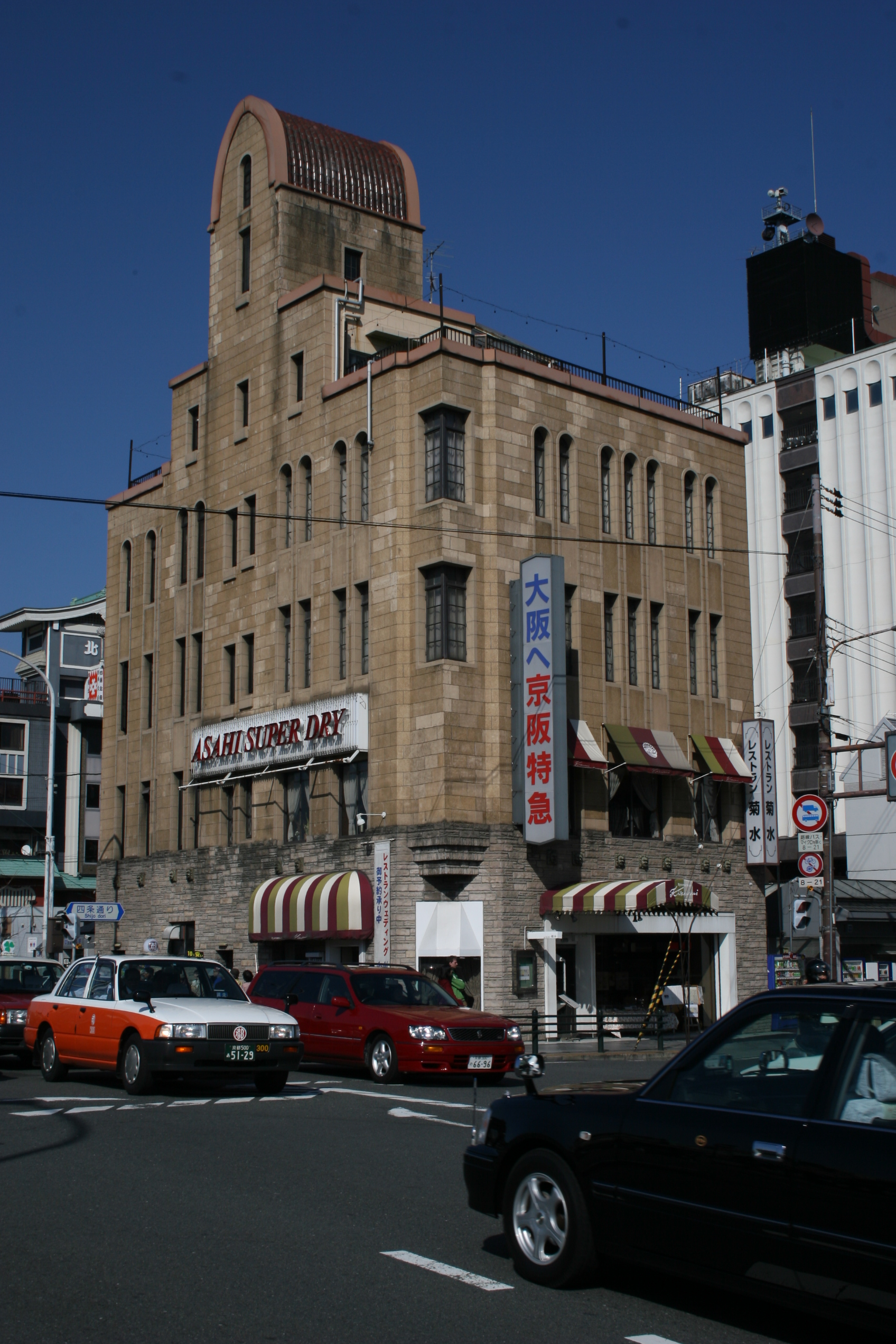
祇園四条駅すぐのビルに掲出されていた広告看板。

- かつて、祇園四条駅・京橋駅・天満橋駅など一部主要駅には「京阪特急」の広告看板が掲出されていた。